# Mouriez
Mouriez est une commune française située dans le département du Pas-de-Calais en région Hauts-de-France. Ses habitants sont appelés les Richarimontois. La commune est membre de la communauté de communes des 7 Vallées.
Située au sud du département, la municipalité, d'une superficie de 1 572 ha, est la plus vaste de l'ancien canton de Hesdin. Ses 238 habitants au dernier recensement de 2022, se répartissaient sur le bourg et trois hameaux.
Petit village agricole de l'Artois méridional, le bourg principal est niché au cœur du pays des Sept Vallées, le « poumon vert du Pas-de-Calais », et au creux de l'un des vallons de l'arrière-pays de Montreuil-sur-Mer, à sept kilomètres au sud de la ville d'Hesdin. Cette région est particulièrement réputée pour la qualité de ses sols agricoles.
Au cours du Moyen Âge et de l'époque moderne, cette proximité d'Hesdin représente une chance et parfois une source de malheur pour les villages environnants. Chance, parce que la ville, grâce à son activité drapière et sa position de carrefour, devient une florissante cité. Malheur, pour les mêmes raisons de richesses et de circulation : ces terres convoitées et successivement revendiquées par de nombreuses couronnes, servent de « boulevard » à des armées prédatrices.
Dès le début du XIIe siècle, les communautés villageoises de Mouriez et des paroisses voisines développent une relation de type quasi « symbiotique » avec la communauté prémontrée établie en l'abbaye de Dommartin, devenue progressivement propriétaire de la majorité des terres du plateau.
En 1834, le finage de la commune s'étend tandis que sa population croît en raison de la suppression de la commune de Dommartin, après la disparition de son abbaye. L'ancien territoire de Dommartin est réparti entre les trois communes limitrophes. Deux siècles durant, la commune connaît un décroissance démographique essentiellement lié à l'exode rural.

## Géographie

### Localisation
Mouriez est située entre les vallées de la Canche et de l'Authie, sur les contreforts méridionaux des collines de l'Artois, à 28 km à l'est de Berck et au nord d'Abbeville ainsi qu'à 58 km à l'ouest d'Arras. Son finage, l'un des plus vastes du canton, s'étend sur 1 572 hectares. Il jouxte le département de la Somme au niveau du ravin de la Goulaffre entre la plaine de Bamières et la forêt de Dompierre. Le bourg principal est localisé à sept kilomètres de distance à vol d'oiseau au sud-ouest de la commune d'Hesdin-la-Forêt.
Le bourg est implanté dans le fond d'une vallée sèche d'une profondeur variant de 40 à 60 mètres et incisant un plateau interfluve.
Outre le bourg, le village est composé de trois hameaux dont deux sont situés sur le plateau environnant : Bamières (à l'est), et Lambus (au nord) à proximité de la route nationale 39 (RN 39). Le hameau de Rachinette (au sud-est) est blotti dans le fond des vaux Roux et de la Goulaffre.
Le territoire de la commune est limitrophe de ceux de huit communes.
Les communes limitrophes sont Aubin-Saint-Vaast, Capelle-lès-Hesdin, Gouy-Saint-André, Guigny, Bouin-Plumoison, Raye-sur-Authie, Tortefontaine et Dompierre-sur-Authie.

### Géologie et relief

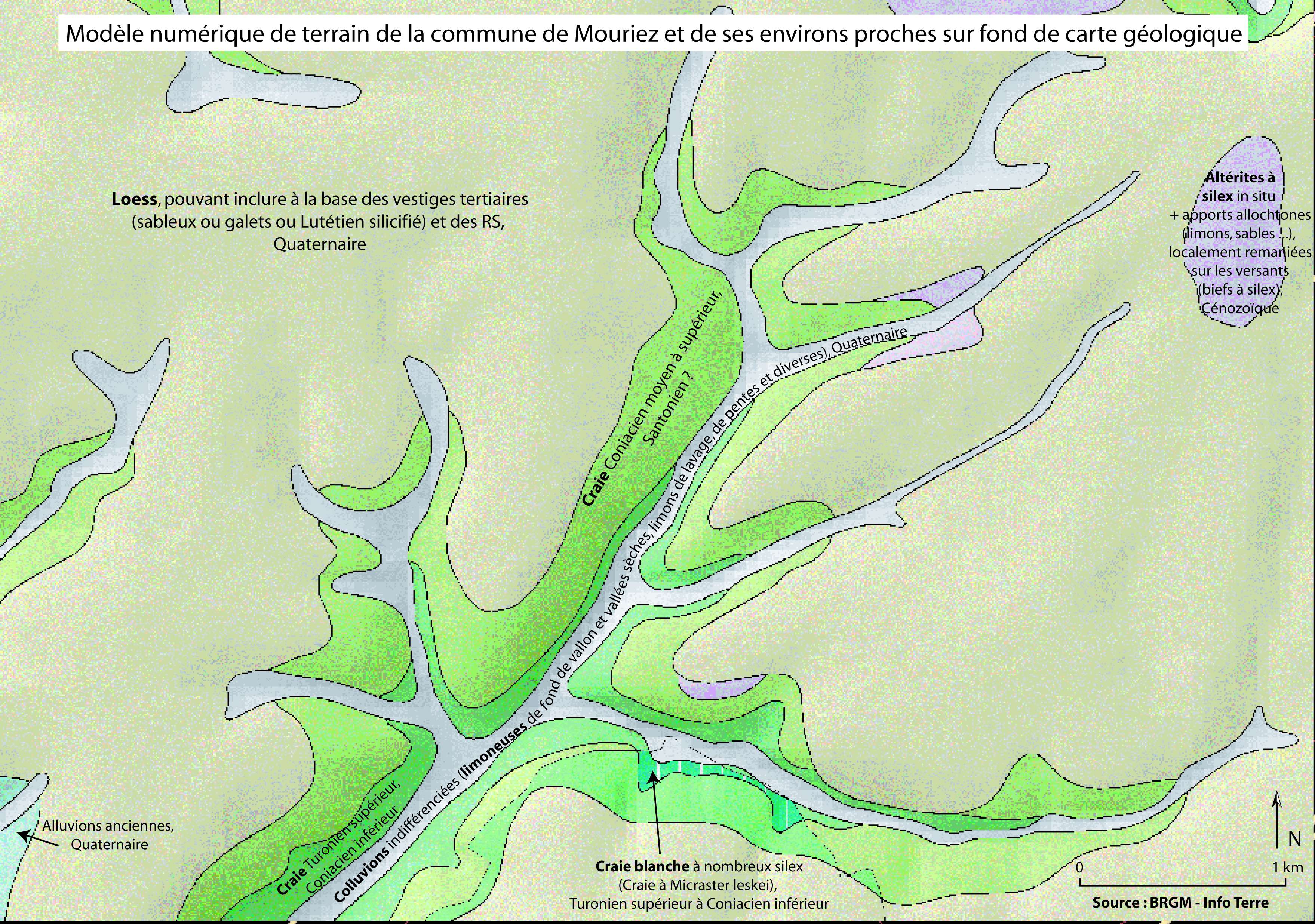
Carte géologique de la commune de Mouriez et de ses environs proches (source : BRGM - Info Terre).

La superficie de la commune est de 15,72 km2 ; son altitude varie de 30  à   127 m.

#### Mésozoïque
Le substrat s'est formé au cours du Crétacé supérieur. Il est composé de craies datant du Turonien supérieur au Coniacien inférieur, c'est-à-dire de quatre-vingt-dix millions d'années environ. Une couche de craie du Coniacien moyen les recouvre.

#### Cénozoïque
Au nord-est, quelques formations superficielles dérivées de l'altération probable de silex formée au cours du Cénozoïque peuvent être observées.
Les réseaux hydrographiques ont progressivement creusé la strate supérieure de la structure tabulaire du plateau recouverte de lœss datant essentiellement du Pléistocène (ère quaternaire), mais avec quelques vestiges plus anciens de l'ère tertiaire.
Les fonds de vallées et les bas des versants sont recouverts de dépôts sédimentaires limoneux plus récemment apportés par les ravinements.

#### Géomorphologie

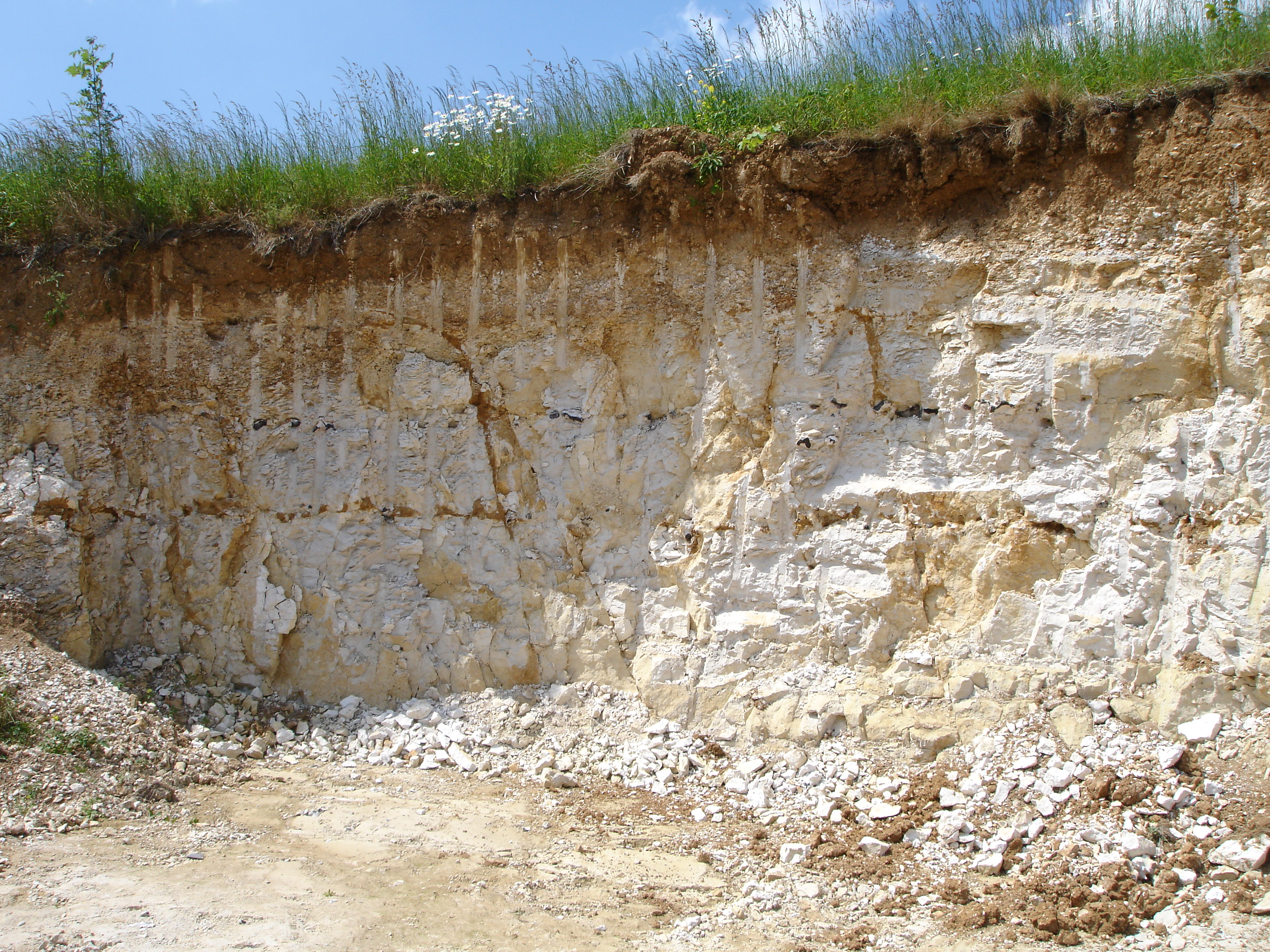
Craie coniacienne comportant de fines strates de rognons de silex et recouverte par un horizon lœssique.

Le géographe français Jean Tricart, à propos des vallées du plateau du Ternois, démontre que les dissymétries des formes de vallées en structure calcaire sont pour partie liées au phénomène de cryoclastie qui favorise une érosion plus rapide des versants orientaux. Ce phénomène explique que les versants orientaux des vallées – c'est-à-dire ceux exposés vers l'ouest, donc plus ensoleillés — sont généralement de pente plus douce, et donc plus longs, que leur versant occidental, puisque les altitudes du plateau et du fond de vallée sont les mêmes. Cette caractéristique géomorphologique se retrouve dans le cas du vallon de Mouriez. Les cartes géologique ou topographique font nettement apparaître ce phénomène qui s'exprime par la présence de vallons secs, affluents de la vallée principale, et dont ceux situés sur la rive orientale/gauche sont plus longs que ceux situés sur la rive occidentale/droite.
Certains de ces vallons constituent des creuses. Ce sont de petites formes de type karstique, et le géographe Philippe Pinchemel précise que les creuses consistent en de petits ravins secs creusés, sur une dizaine de mètres de profondeur, dans une formation crayeuse et « qui apparaissent comme découpées à l'emporte-pièce dans un vallon plus évasé ». La végétation plus abondante sur les talus est due à une concentration de l'humidité. La taille des creuses varie d'une centaine de mètres jusqu'à deux kilomètres pour les plus longues, tandis que la largeur dépasse rarement la vingtaine de mètres. Les têtes de vallon des creuses sont généralement abruptes, mais peuvent avoir été émoussées par des actions de ravinement.
Enfin, les cartes révèlent la présence sur le plateau de quelques vestiges de rideaux. Ils attestent de la présence ancienne de microreliefs que les remembrements successifs font progressivement disparaître. Ils seraient d'origine structurale et/ou culturale.

#### Pédologie
La présence d'une strate supérieure de lœss a favorisé l'apparition d'une formation superficielle composée d'horizons lœssiques. Ce type de terrain se caractérise par son fort potentiel de stockage des précipitations, rendant généralement favorable la mise en culture des terres, notamment la céréaliculture. Les horizons superficiels des terres du pays abritent une forte densité de rognons de silex issus du substrat crayeux (craies du Crétacé supérieur altérées — Sénonien, nomenclature géologique : C7). La présence de ces silex ne facilite pas la mise en culture, mais ils ont été longtemps réemployés comme matériaux de construction (bâtiment, route…).

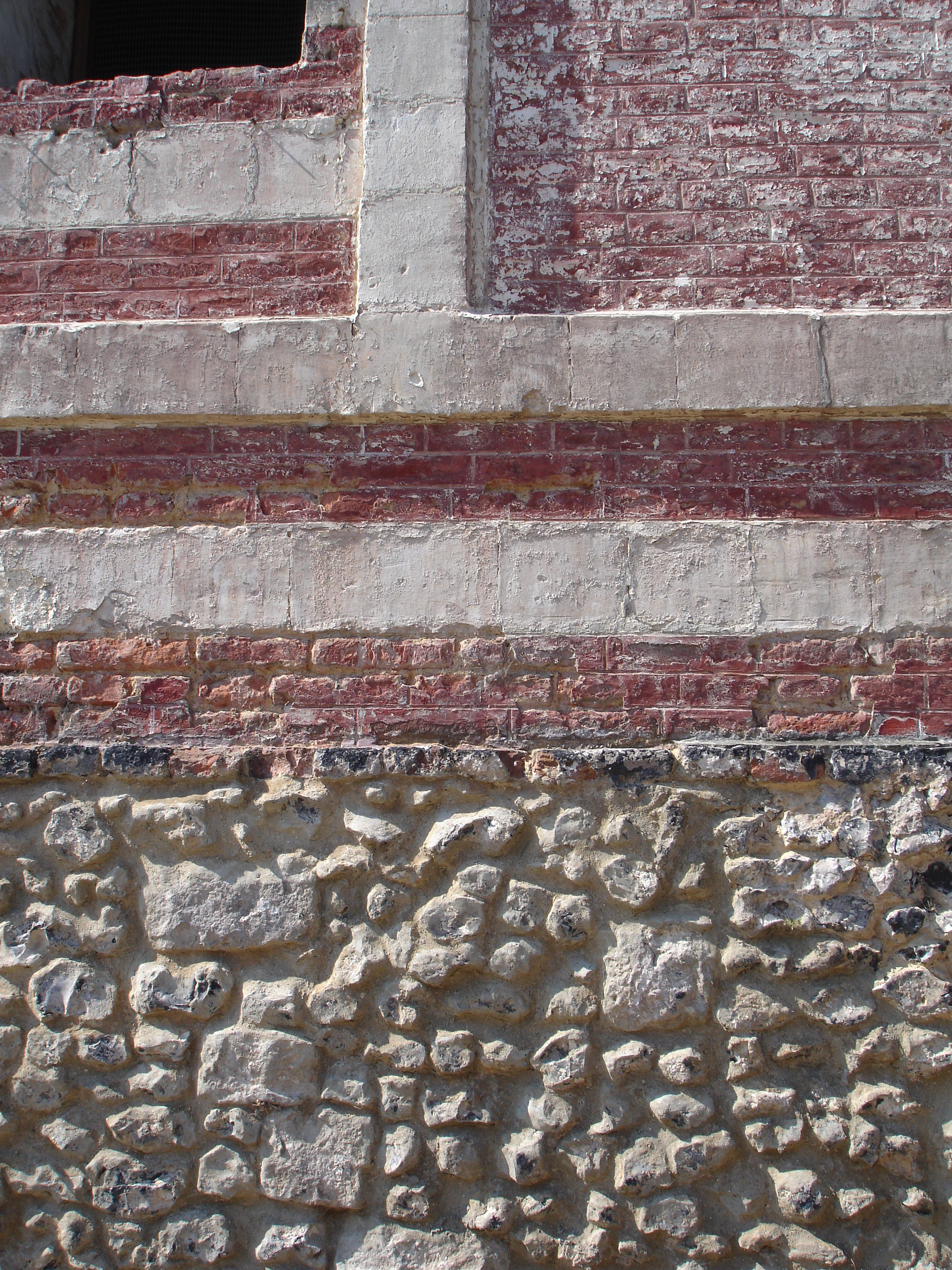
Détail de mur de ferme : blocs de craie et briques sur solin en silex épannelés.
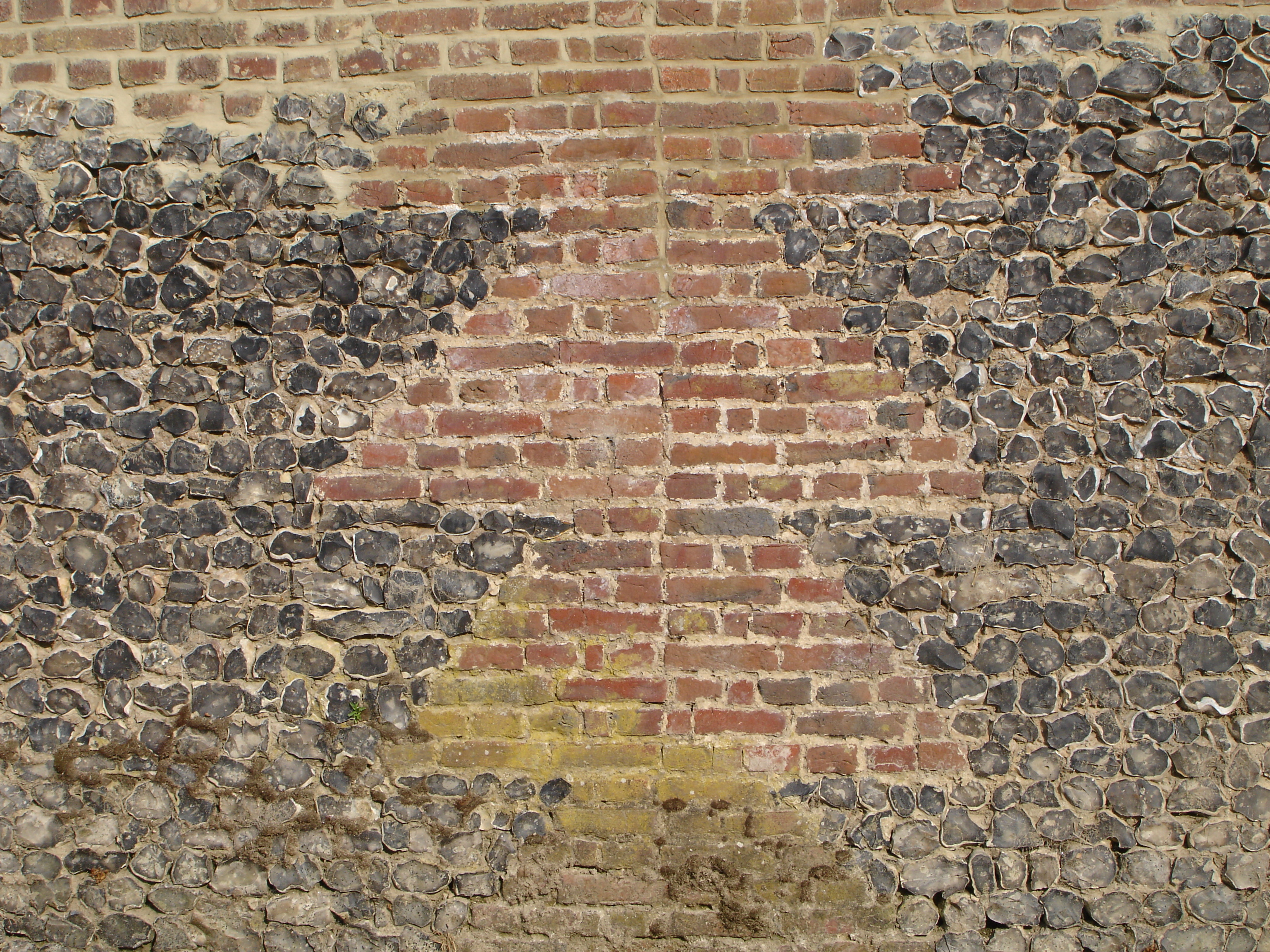
Détail de mur de ferme : motif de briques dans soubassement en silex.
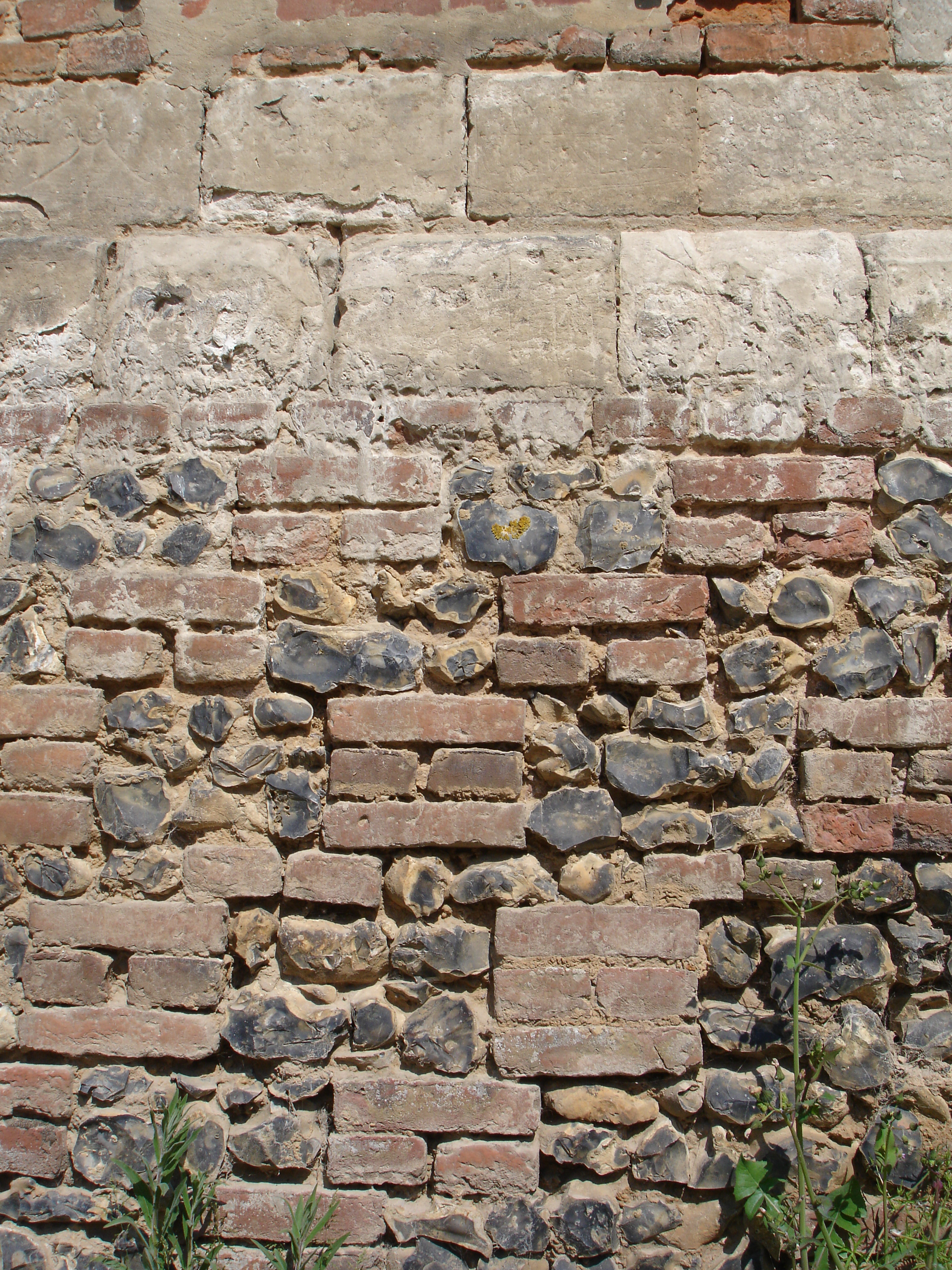
Détail de mur d'étable : soubassement en briques et en silex disposés en escalier.
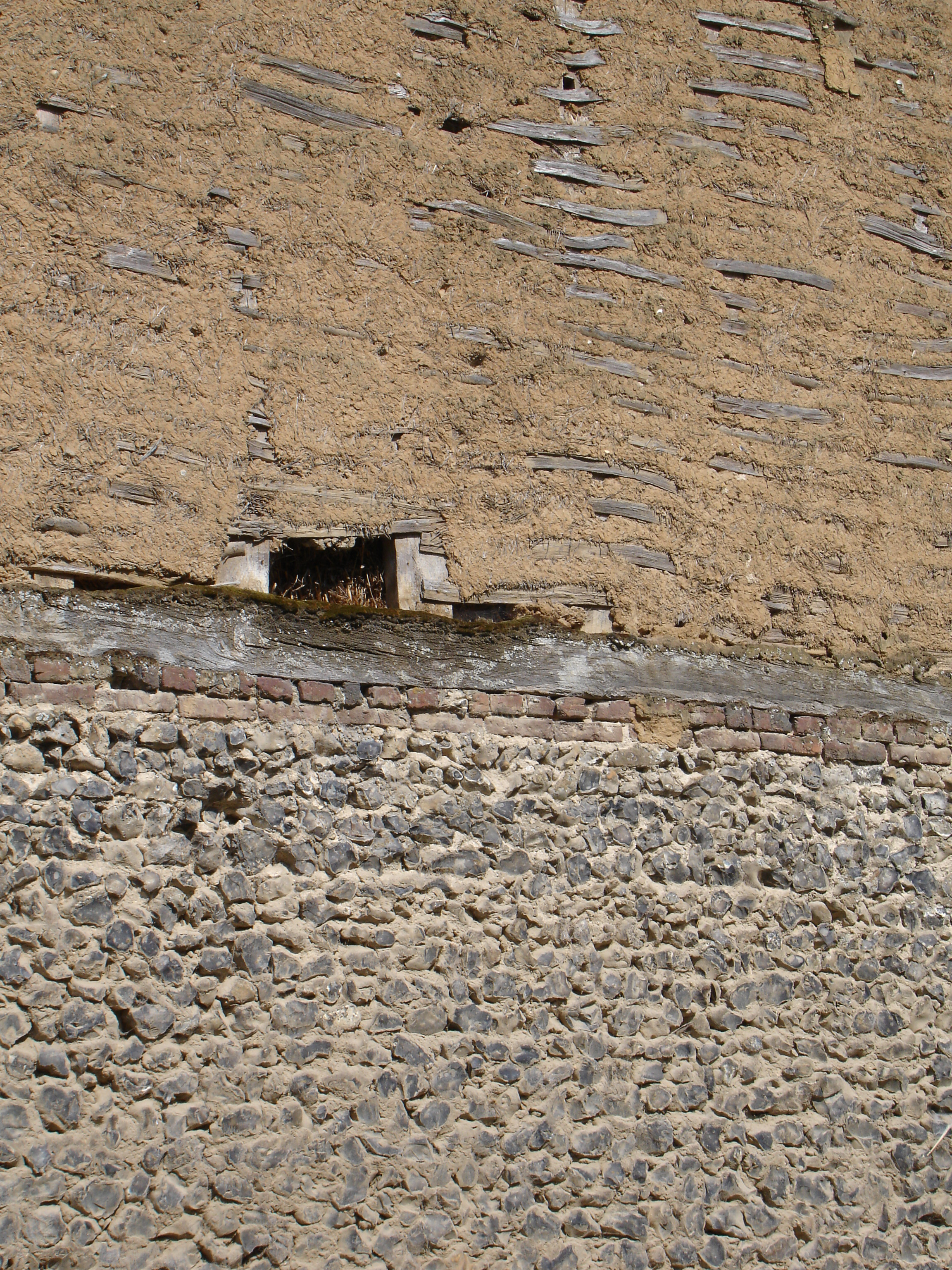
Détail de mur de grange : en torchis avec clayonnage en bois sur soubassement en silex.

### Hydrographie

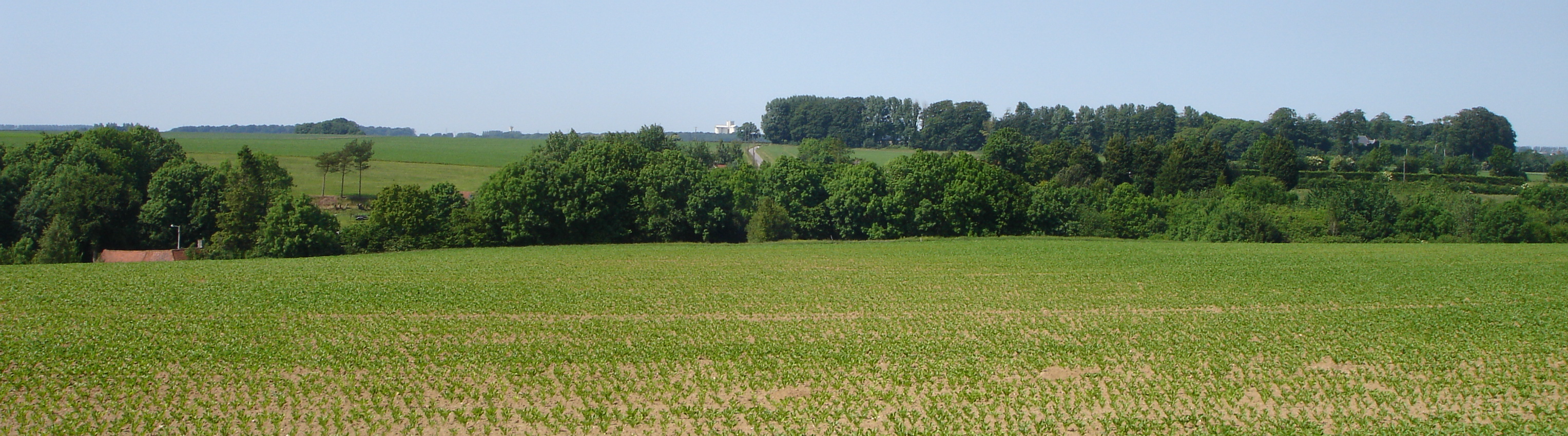
Plateau de Mouriez — interfluve Canche-Authie — vers le hameau de Lambus (arrière-plan) et lieu-dit du Petit Lambus en contrebas.

Le territoire de la commune est situé dans le bassin Artois-Picardie.
Le fond de vallée collecte une partie des eaux pluviales en provenance du plateau. Les ruissellements ont pu provoquer autrefois quelques inondations importantes et ils participent à la dégradation de plusieurs sections de route qui parcourent la commune.
Ce fond de vallée sèche constitue la partie supérieure du réseau hydrographique de la Warnette, affluent de l'Authie. Exceptionnellement, le bassin hydrographique de ce réseau est animé d'un régime hydrographique particulier qu'il est possible d'apparenter à celui de torrent, en période de précipitations intenses et lorsque les terres saturées en eau ne protègent plus de puissants ruissellements qui, alors, ravinent les sols agricoles. Ainsi, les trois morphotypes spatiaux successifs propres aux torrents sont observés : le bassin de réception, le chenal d'écoulement puis le cône de déjection. Le plateau, des lieux-dits le Bout de Haut au Petit Lambus, correspond au bassin de réception ; le fond de vallée sèche jusqu'à Tortefontaine correspond au chenal d'écoulement (avec vallons secs affluents, mais susceptibles d'être réactivés en cas de précipitations intenses et prolongées), tandis que le cône de déjection, situé sur la partie orientale des terres de l'abbaye de Dommartin, forme le glacis débouchant sur le val d'Authie.
Un réservoir d'eau est situé sur les hauteurs à l'intersection du chemin des Religieux et du chemin rural dit de Mouriez menant au hameau de Saint-Josse-au-Bois. Il est relié au principal château d'eau du secteur situé à Lambus, point culminant du plateau de Mouriez.

#### Réseau hydrographique
La commune est située dans le bassin Artois-Picardie. Elle est drainée par la Rachinette, petit cours d'eau de 2,4 km, qui termine sa course après avoir pris sa source dans la commune voisine de Capelle-lès-Hesdin,,.

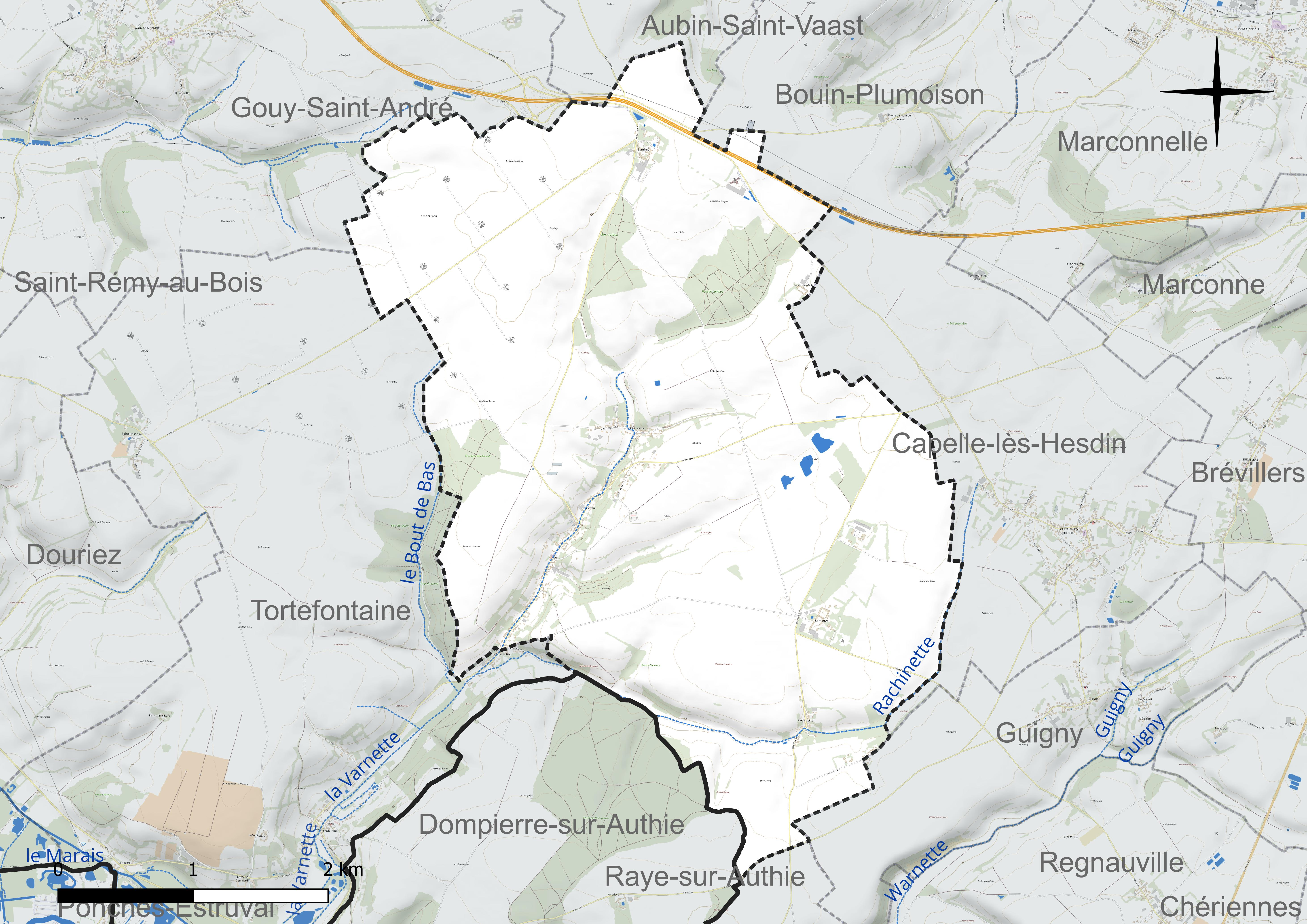
Réseau hydrographique de Mouriez.

#### Gestion et qualité des eaux
Le territoire communal est couvert par le schéma d'aménagement et de gestion des eaux (SAGE) « Authie ». Ce document de planification concerne un territoire de 1 253 km2 de superficie, délimité par le bassin versant de l'Authie. Le périmètre a été arrêté le 5 août 1999 et le SAGE proprement dit est, en 2024, en cours d'élaboration. La structure porteuse de l'élaboration et de la mise en œuvre est le syndicat mixte Canche Et Authie.
La qualité des cours d'eau peut être consultée sur un site dédié géré par les agences de l'eau et l'Agence française pour la biodiversité.

### Climat
Le climat est de type océanique. La météorologie du jour et ses prévisions pour les trois prochains jours peuvent être consultées sur le site de Météo France.
| Ville             | Ensoleillement · (h/an) | Pluie · (mm/an) | Neige · (j/an) |
| ----------------- | ----------------------- | --------------- | -------------- |
| Médiane nationale | 1 852                   | 835             | 16             |
| Mouriez           | 1729                    | 986             | 3              |
| Paris             | 1 717                   | 634             | 13             |
| Nice              | 2 760                   | 791             | 1              |
| Strasbourg        | 1 747                   | 636             | 26             |
| Brest             | 1 555                   | 1 230           | 6              |
| Bordeaux          | 2 070                   | 987             | 3              |

Le tableau ci-dessous indique les températures et les précipitations pour l'année 2008 :
| Mois                           | J   | F   | M   | A    | M  | J    | J    | A    | S   | O   | N   | D  | année |
| ------------------------------ | --- | --- | --- | ---- | -- | ---- | ---- | ---- | --- | --- | --- | -- | ----- |
| Températures maximales (°C)    | 8   | 9,5 | 9,5 | 13,5 | 22 | 20   | 22   | 21   | 18  | 14  | 9   | 5  | 12,6  |
| Températures minimales (°C)    | 3   | 1   | 2,5 | 4    | 9  | 9,5  | 11   | 12   | 9   | 6   | 4   | 1  | 6     |
| Températures moyennes (°C)     | 6   | 5   | 6,5 | 8,5  | 15 | 14,5 | 17,5 | 16,5 | 13  | 9,5 | 7   | 3  | 10,2  |
| Précipitations (hauteur en mm) | 107 | 48  | 168 | 52   | 70 | 33   | 35   | 80   | 110 | 95  | 113 | 75 | 986   |
| Source: Météo France           |     |     |     |      |    |      |      |      |     |     |     |    |       |

Le tableau ci-dessous indique les records de températures minimales et maximales absolues depuis septembre 2005 :
| Mois                                | J     | F    | M    | A    | M    | J    | J    | A    | S    | O    | N    | D    |
| ----------------------------------- | ----- | ---- | ---- | ---- | ---- | ---- | ---- | ---- | ---- | ---- | ---- | ---- |
| Températures maximales records (°C) | 9     | 9,5  | 11,5 | 19,5 | 22   | 22   | 29   | 21,5 | 23   | 18   | 11,5 | 7    |
| Années des températures maximales   | 2007  | 2008 | 2007 | 2007 | 2008 | 2006 | 2006 | 2007 | 2006 | 2005 | 2006 | 2006 |
| Températures minimales records (°C) | -11,5 | 0,5  | 1    | 4    | 5    | 10   | 11   | 11   | 9    | 6    | 3    | 1    |
| Années des températures minimales   | 2009  | 2009 | 2006 | 2008 | 2009 | 2006 | 2008 | 2007 | 2008 | 2008 | 2005 | 2008 |
| Source : Météo France               |       |      |      |      |      |      |      |      |      |      |      |      |

### Paysages
Pour un article plus général, voir Paysage en France.
La commune s'inscrit dans le milieu du « paysage du val d'Authie » tel que défini dans l'atlas des paysages de la région Nord-Pas-de-Calais, conçu par la direction régionale de l'Environnement, de l'Aménagement et du Logement (DREAL),.
Ce paysage, qui concerne 83 communes, se délimite : au sud, dans le département de la Somme par le « paysage de l'Authie et du Ponthieu, dépendant de l'atlas des paysages de la Picardie et au nord et à l'est par les paysages du Montreuillois, du Ternois et les paysages des plateaux cambrésiens et artésiens. Le caractère frontalier de la vallée de l'Authie, aujourd'hui entre le Pas-de-Calais et la Somme, remonte au Moyen Âge où elle séparait le royaume de France du royaume d'Espagne, au nord.
Son coteau Nord est net et escarpé alors que le coteau Sud offre des pentes plus douces. À l'Ouest, le fleuve s'ouvre sur la baie d'Authie, typique de l'estuaire picard, et se jette dans la Manche. Avec son vaste estuaire et les paysages des bas-champs, la baie d'Authie contraste avec les paysages plus verdoyants en amont.
L'Authie, entaille profonde du plateau artésien, a créé des entités écopaysagères prononcées avec un plateau calcaire dont l'altitude varie de 100  à   163 m qui s'étend de chaque côté du fleuve. L'altitude du plateau décline depuis le pays de Doullens, à l'est (point culminant à 163 m), vers les bas-champs picards, à l'ouest (moins de 40 m). Le fond de la vallée de l'Authie, quant à lui, est recouvert d'alluvions et de tourbes. L'Authie est un fleuve côtier classé comme cours d'eau de première catégorie où le peuplement piscicole dominant est constitué de salmonidés. L'occupation des sols des paysages de la Vallée de l'Authie est composée de 70 % en culture.

### Milieux naturels et biodiversité

#### Espace protégé et géré
La protection réglementaire est le mode d'intervention le plus fort pour préserver des espaces naturels remarquables et leur biodiversité associée.
Dans ce cadre, le territoire de la commune fait partie d'un espace protégé : le bois de Mouriez d'une superficie de 1,756 ha. Terrain acquis (ou assimilé) et géré par le Conservatoire d'espaces naturels des Hauts-de-France.

#### Zones naturelles d'intérêt écologique, faunistique et floristique
L'inventaire des zones naturelles d'intérêt écologique, faunistique et floristique (ZNIEFF) a pour objectif de réaliser une couverture des zones les plus intéressantes sur le plan écologique, essentiellement dans la perspective d'améliorer la connaissance du patrimoine naturel national et de fournir aux différents décideurs un outil d'aide à la prise en compte de l'environnement dans l'aménagement du territoire.
Le territoire communal comprend deux ZNIEFF de type 2 :
- la moyenne vallée de l'Authie et ses versants entre Beauvoir-Wavans et Raye-sur-Authie. Cette ZNIEFF de la moyenne vallée de l'Authie comprend une organisation paysagère régulière avec le fond de vallée humide, des versants calcaires, pentes boisées et hauteurs cultivées[17] ;
- la basse Vallée de l'Authie et ses versants entre Douriez et l'estuaire. Cette ZNIEFF forme une longue dépression au fond tourbeux et offre plus de 4 000 ha de marais, de prairies humides et d'étangs[18].

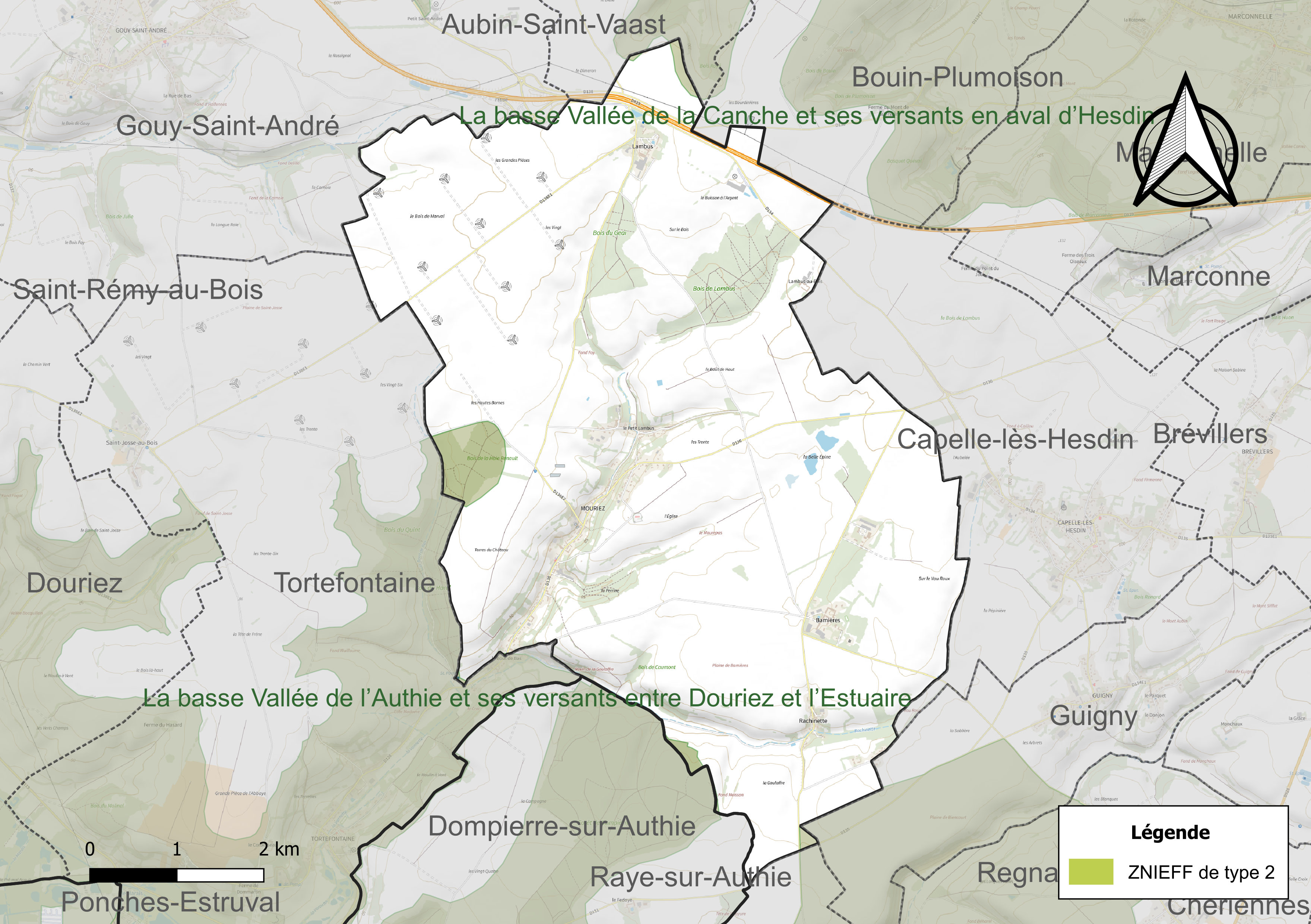
Carte des ZNIEFF sur la commune.

#### Espèces faunistiques et floristiques
L’Inventaire national du patrimoine naturel (INPN) recense plusieurs espèces faunistiques et floristiques sur le territoire de la commune dont certaines sont protégées et d’autres menacées et quasi-menacées.

## Urbanisme

### Typologie
Au 1er janvier 2024, Mouriez est catégorisée commune rurale à habitat dispersé, selon la nouvelle grille communale de densité à sept niveaux définie par l'Insee en 2022.
Elle est située hors unité urbaine et hors attraction des villes,.

### Occupation des sols
L'occupation des sols de la commune, telle qu'elle ressort de la base de données européenne d'occupation biophysique des sols Corine Land Cover (CLC), est marquée par l'importance des territoires agricoles (92,1 % en 2018), une proportion identique à celle de 1990 (92,1 %). La répartition détaillée en 2018 est la suivante : terres arables (76,9 %), prairies (10 %), forêts (5,9 %), zones agricoles hétérogènes (5,2 %), zones urbanisées (2 %).
L'IGN met par ailleurs à disposition un outil en ligne permettant de comparer l'évolution dans le temps de l'occupation des sols de la commune (ou de territoires à des échelles différentes). Plusieurs époques sont accessibles sous forme de cartes ou photos aériennes : la carte de Cassini (XVIIIe siècle), la carte d'état-major (1820-1866) et la période actuelle (1950 à aujourd'hui).

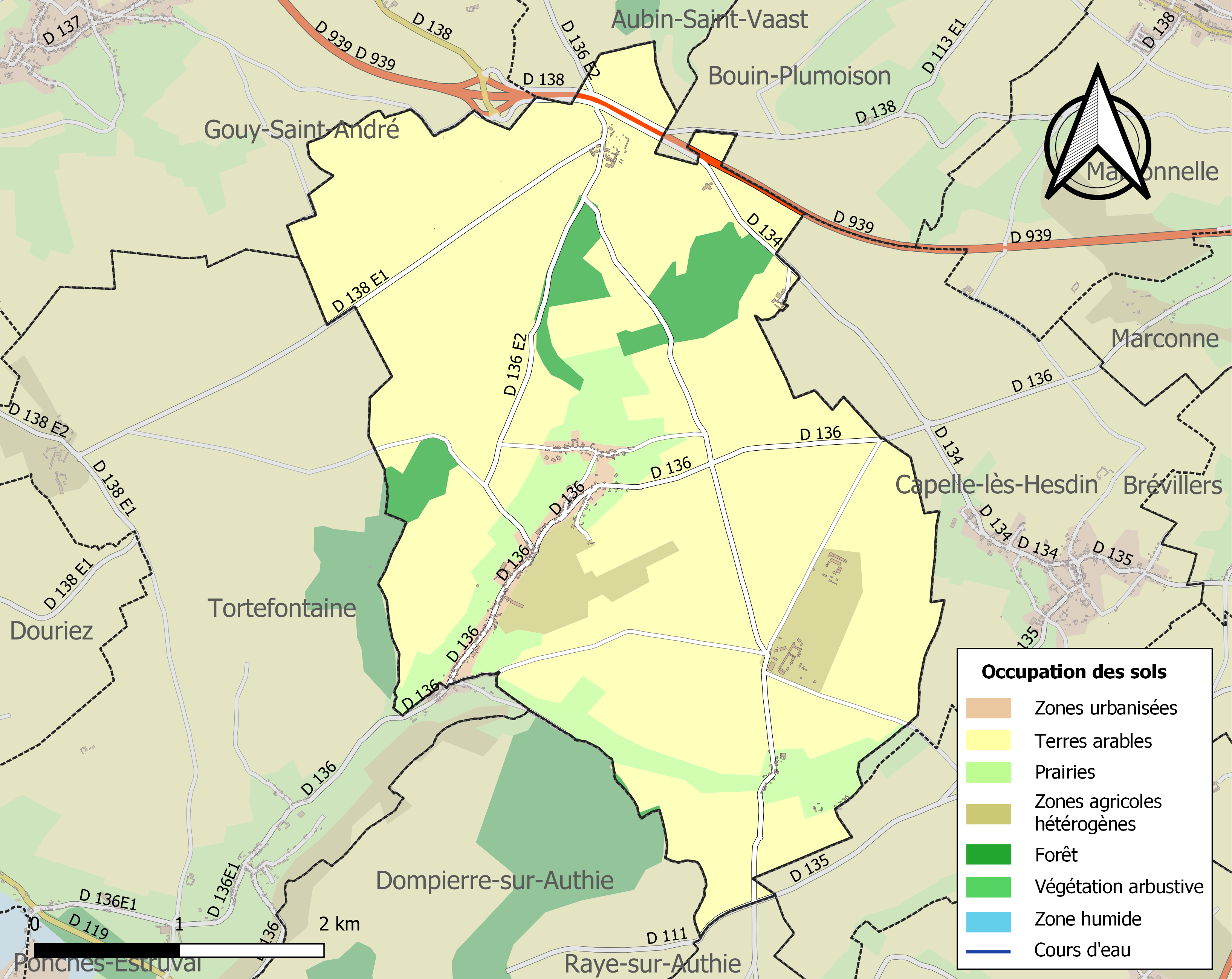
Carte de l'occupation des sols de la commune en 2018 (CLC).
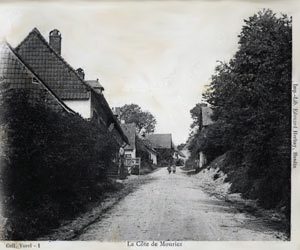
La rue principale vue du bas de la côte « Bruges », du nom de l'ancien propriétaire du café situé à mi-pente sur la gauche - vers 1908.

### Type de peuplement
La morphologie est de type village-rue, à habitat groupé en ordre lâche, contraint par un fond de vallée et encadré de trois hameaux situés sur le plateau. Dans le bourg principal, et plus particulièrement dans la partie de la vallée correspondant au chenal d'écoulement, les habitations sont traditionnellement construites sur les pentes, de manière surélevée au fond de vallon (niveau de la route), pour éviter les dégâts dus aux inondations.

### Logement
De manière traditionnelle, l'habitat est principalement composé de corps de fermes et fermettes (anciennes ou contemporaines). Plus récemment, depuis les années 1980, l'habitat pavillonnaire se développe, attirant quelques retraités, néoruraux ou Britanniques et Néerlandais à la recherche d'une résidence secondaire. Ce type d'habitat mite progressivement les parcelles de pâtures situées le long de la route principale.
En 2021, le nombre total de logements dans la commune était de 143, alors qu'il était de 148 en 2015 et de 141 en 2010
, soit une progression du nombre total de logements de 1,4 % depuis 2010.
Parmi ces 143 logements, 72,4 % étaient des résidences principales, (soit 103 logements), 20,3 % des résidences secondaires et 7,2 % des logements vacants. Ces logements étaient pour 100 % d'entre eux des maisons individuelles.
Sur les 103 résidences principales, 85,4 % sont occupées par des propriétaires, 13,6 % par des locataires et 1,0 % par des personnes logées gratuitement.
Le tableau ci-dessous présente la typologie des logements à Mouriez en 2021 en comparaison avec celle du Pas-de-Calais et de la France entière. Une caractéristique marquante du parc de logements est ainsi une proportion de résidences secondaires et logements occasionnels (20,3 %) supérieure à celle du département (6,5 %) et à celle de la France entière (9,7 %) ainsi que d'une proportion de logements vacants (7,2 %) inférieure à celle du département (7,3 %) et de la France entière (8,1 %).
| Typologie                                               | Mouriez | Pas-de-Calais | France entière |
| ------------------------------------------------------- | ------- | ------------- | -------------- |
| Résidences principales (en %)                           | 72,4    | 86,1          | 82,2           |
| Résidences secondaires et logements occasionnels (en %) | 20,3    | 6,5           | 9,7            |
| Logements vacants (en %)                                | 7,2     | 7,3           | 8,1            |

### Projets d'aménagements
L'implantation d'un parc éolien comprenant une centrale de douze unités, réparties entre les communes de Mouriez (cinq unités) et de Tortefontaine, est envisagée, bien qu'aucune date ne soit avancée. Son éventuelle réalisation dépendra des choix retenus dans le cadre du schéma départemental et d'une enquête d'utilité publique. La présidente en exercice de la municipalité s'est prononcée en faveur du projet, mais un certain nombre d'habitants et de propriétaires terriens semblent y être opposés.

### Voies de communication et transports

#### Voies routières
Depuis Hesdin, l'on accède à la commune en prenant la route départementale 136 (D 136) ou la route nationale 39 (N 39).
Trois routes secondaires desservent également la commune : D 134, D 138e1 et D 138e2. Les autres routes sont à caractère communal ou vicinal. Au total, la commune est parcourue par vingt-deux kilomètres de routes.
Les embranchements autoroutiers les plus proches, vers l'A16 et A28, sont distants de vingt-cinq à trente kilomètres. Trois principaux accès sont répertoriés : la sortie 23 « Abbeville Nord » avec l'échangeur autoroutier A16-A28, et les sorties 24 « Rue », 25 Berck et « Montreuil-sur-Mer » de l'A16.

#### Transports en commun
Seul un service de ramassage scolaire dessert la commune.
La station SNCF la plus proche est la gare d'Hesdin. Elle est desservie par les liaisons TER Lille-Béthune-Saint-Pol-sur-Ternoise-Étaples-Boulogne-sur-Mer et Arras-Saint-Pol-sur-Ternoise-Étaples-Boulogne-Ville sept fois par jour en semaine et quatre fois le dimanche, dans chaque sens.
Cette faible desserte explique qu'en 2000, 87,5 % des ménages résidant dans la commune disposaient au moins d'une voiture, soit 12,5 points de plus que la moyenne française et près de 8 points de plus que la moyenne des ménages du canton de Hesdin. Par ailleurs, près du tiers des ménages de Mouriez possède au moins deux véhicules automobiles.

## Toponymie
Le nom de la localité est attesté sous la forme Mons Richarii en 1114, de monte Raheri en 1147, Montreher en 1159, Monreher ou Monrihier en 1175, Monreher en 1183.
Il s'agit d'une formation médiévale en Mont-, appellatif toponymique issu du gallo-roman MONTE (latinisé en Mons dans certains textes médiévaux). Le second élément est un nom de personne mal éclairci, sans doute germanique, Richar selon Albert Dauzat et Charles Rostaing ou Ratharius selon Maurits Gysseling. Dans les deux cas, les consonnes intervocaliques se sont amuïes.

## Histoire

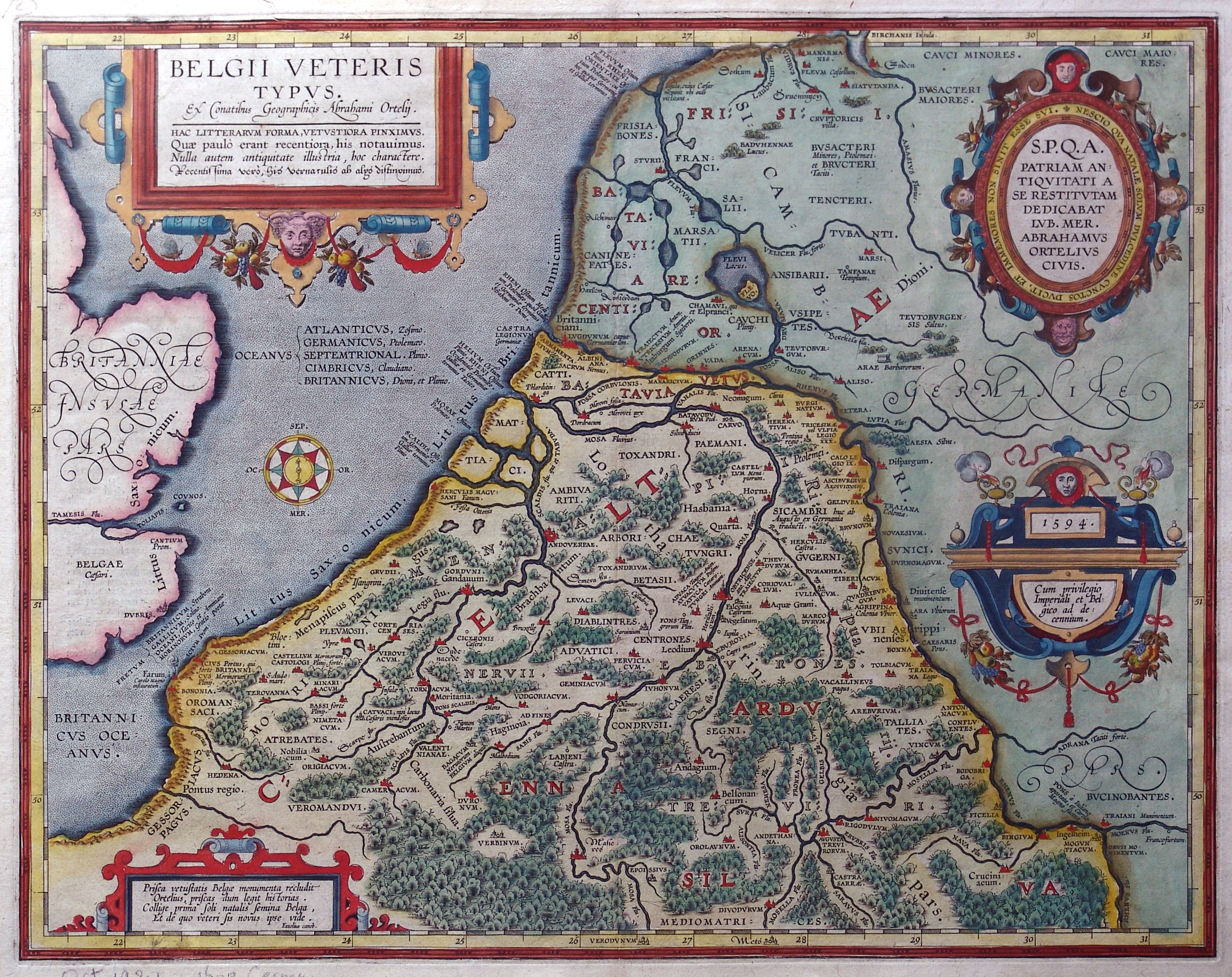
Carte de la Morinie par Abraham Ortelius (1594). La présence des Atrébates en Artois jusqu'à Hedana.

### Antiquité
Pendant l'occupation romaine en Morinie vers 55 av. J.-C., il semblerait que Mouriez se soit appelé Rumacum.
Dans plusieurs de ses Commentaires sur la Guerre des Gaules, Jules César rapporte sa vision des différentes tribus de la Gallia Belgica. Selon ces recueils, le peuple des Atrébates, originaire de Germanie se serait installé en Artois entre le IVe et le IIe siècle av. J.-C., en fondant notamment une cité du nom de Nemetocenna. Les Atrébates correspondent archéologiquement aux Celtes danubiens et il est probable qu'ils se sont fondus au substrat de population celtique préexistant.
La carte Belgii Veteris Typus d'Ortelius précise les limites de la Morinie ainsi que la localisation des principales autres tribus. Le cartographe situe clairement la cité de Hedana sur la Canche à proximité de sa lisière sud. Sa localisation en amont du confluent avec la Ternoise correspond actuellement à la commune de Vieil-Hesdin distante de dix kilomètres de celle de Mouriez.

### Moyen Âge
Tout au long du Moyen Âge, les terres méridionales de l'Artois sont fortement convoitées et successivement revendiquées par les couronnes de France, d'Angleterre, de Bourgogne ou encore d'Espagne. La localisation de Mouriez n'est pas forcément confortable, car située au sein du « boulevard de l'Artois » des armées, trop lourdement équipées pour franchir aisément les marécages de la région littorale des Bas-Champs et des vallées de la Canche, de l'Authie et de la Somme. De plus, ces armées en campagne sont, la plupart du temps, prédatrices. Ces situations de crises à répétition ont incité les populations autochtones à développer des stratégies de protection et de survie particulières désignées par le terme muches ; c'est-à-dire des réseaux de souterrains aménagés pour se protéger des pillages et autres sévices des hommes d'armes ou mercenaires.
Mais, la proximité du finage de Mouriez de la cité d'Hesdin constitue également un atout pour la communauté villageoise qui profite du dynamisme économique de la ville drapière et de son marché alimenté par les productions agricoles et animales des finages du pays Hesdinois. En effet, Hesdin dispose alors d'une situation privilégiée, à l'intersection des axes nord-sud Calais-Paris et ouest-est Boulogne-sur-Mer-Cambrai et à quelques kilomètres du port maritime de Montreuil-sur-Mer aisément accessible par la vallée de la Canche.

#### Moyen Âge inférieur
Au début du règne de Clovis, les terres de Mouriez, comme l'ensemble de celles de l'Artois, font partie intégrante du Regnum Francorum. À sa mort, en 511, les terres reviennent au royaume de Soissons dirigé par Clotaire Ier, puis à son fils Chilpéric Ier. Vers 575, Chilpéric est contraint, sous la pression de son frère Sigebert Ier, de déplacer sa capitale à Tournai, mais l'Artois ainsi que les basses terres littorales situées au nord de la baie de Somme demeurent sous son autorité.

#### Haut Moyen Âge
En 843, le traité de Verdun attribue, entre autres, les terres de Flandre, d'Artois et de Picardie à Charles II le Chauve. En 863, ce dernier offre la marche de Flandre en dot à Baudouin dit Bras de Fer, devenant ainsi le dernier des comtes fonctionnaires de Belgique Seconde. À la mort de Charles le Chauve, en 877, la charge du comté — entre les mains de la maison de Baudouin — devient héréditaire. La Flandre entre alors pour neuf siècles dans l'ère féodale, et ce, jusqu'à la Révolution française et la fin de la société d'Ancien Régime. Le fief dont dépendra désormais Mouriez sera sous la suzeraineté du comte de Flandre.

#### Moyen Âge supérieur

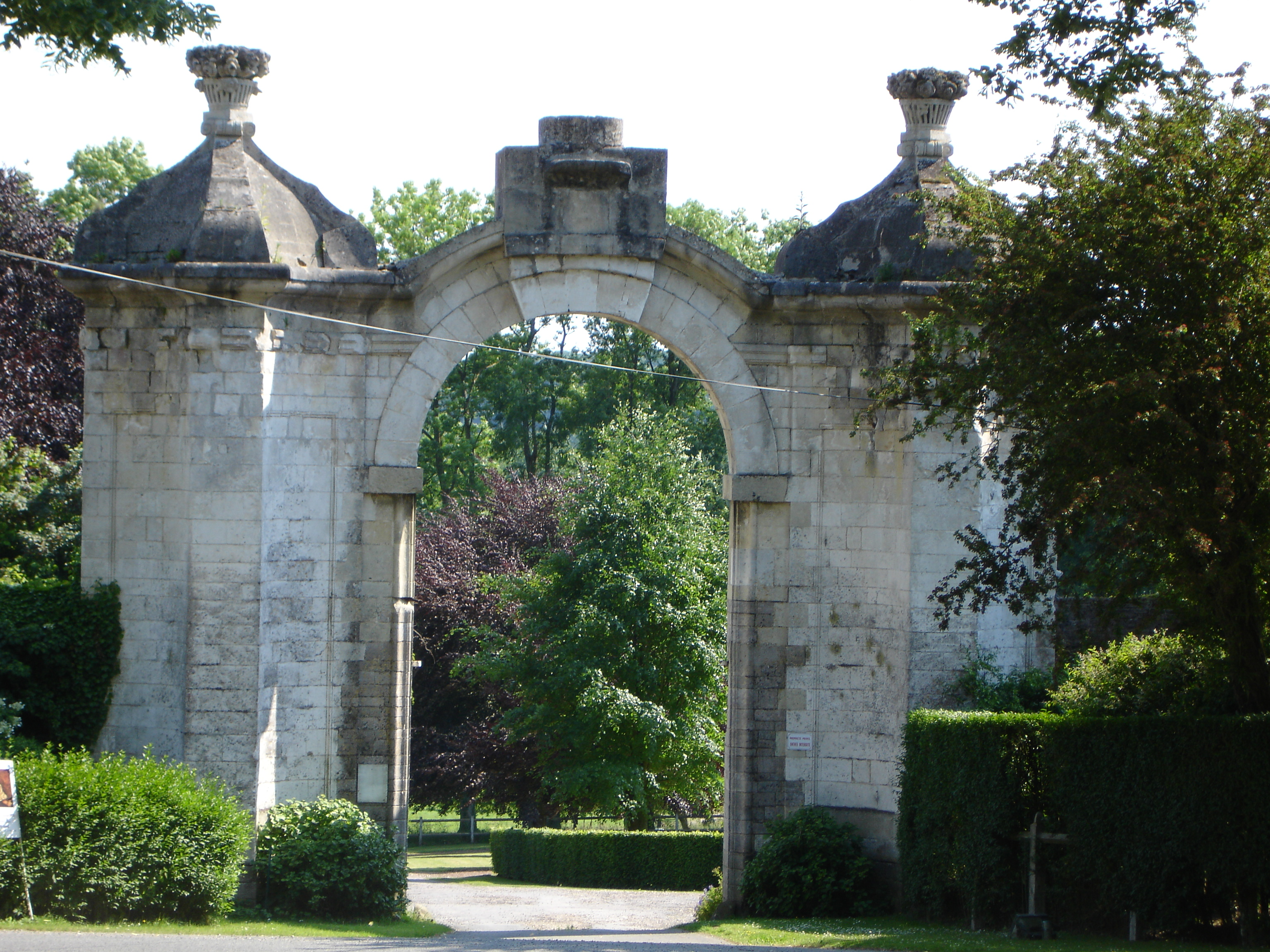
La porte d'en haut, l'un des derniers vestiges de l'abbaye de Dommartin.

En 1131, à la mort du père Milon, fondateur de la communauté de Prémontrés établie à Saint-Josse-au-Bois en 1125, Adam († 1166) est élu nouvel abbé. Ce dernier initie alors les travaux d'une vaste église au lieu-dit Dommartin qui préfigure la future installation de l'abbaye en ce lieu.
À la mort de Gui de Hantona, vassal du vicomte Hugues Colet de Beaurains, sa fille Oda épouse Rollancourt, lègue en 1138 à l'abbaye l'ensemble du domaine de son père, c'est-à-dire « le quart des terres et des bois de Bamières ».
En 1153, le domaine de Mouriez est accordé par Eustache Collet, seigneur de Beaurains, à la toute jeune abbaye Saint-Josse de Dommartin.
En 1155, sous la menace du comte de Flandre Thierry d'Alsace, le chevalier Robert Colet de Beaurain est contraint de renoncer à revendiquer les terres de l'abbaye et de signer un accord avec la communauté.
En 1161, l'abbaye est transférée sur l'ancienne commune de Dommartin — devenant alors l'abbaye Saint-Josse de Dommartin — en un lieu plus favorable situé sur le flanc nord de la vallée de l'Authie. Deux années plus tard, l'église, devenue abbatiale et dont les travaux avaient commencé dès 1153, est consacrée. De type gothique primitif, elle mesure quatre-vingt-neuf mètres de long pour vingt-six mètres de large et autant de haut.
Les terres de Mouriez sont ramenées au sein du domaine royal en avril 1180, lors du mariage de Philippe Auguste avec Isabelle de Hainaut. Isabelle, nièce du comte de Flandre Philippe d'Alsace et fille de Baudouin V de Hainaut, apporte en dot l'Artois, possession qui sera confirmée en juillet 1185 lors du traité de Boves.
Au cours des XIIe et XIIIe siècles, l'abbaye semble avoir rapidement étendu son domaine grâce à quelques achats et à un certain nombre de legs et concessions. Une partie d'entre eux fut contestée, parfois violemment, surtout par les fils et beau-fils d'Hugues Colet (Enguerrand, Waldric, Bartélémy et Robert) après le retour de ce dernier de Jérusalem.
En 1249, l'autel de Mouriez est accordé à l'abbaye de Dommartin.
En 1364, Jean II le Bon donne en apanage à son quatrième fils, Philippe le Hardi, le duché de Bourgogne récupéré par dévolution deux ans plus tôt. Lorsque, en juin 1369, ce dernier épouse Marguerite III de Flandre, les comtés de Flandre et d'Artois, et donc Mouriez, passent sous influence bourguignonne. La Maison de Bourgogne issue de la maison capétienne de Valois prendra complètement possession de ces deux comtés en janvier 1384, à la mort de Louis de Male. Dans un objectif de souveraineté visant à extraire ses domaines de l'apanage français, son petit-fils, Philippe le Bon, signe en qualité de représentant de la régence française le traité de Troyes le 21 mai 1420. Ce dernier initie du même coup une alliance avec le royaume d'Angleterre, alliance confirmée contre la France le 25 décembre 1420, lors d'une nouvelle rencontre avec Henri V d'Angleterre. Les acquisitions artésienne et picarde du duc seront confirmées le 20 septembre 1435, lors de la paix franco-bourguignonne établie par le traité d'Arras, en échange de sa neutralité.
Au XIVe siècle et au XVe siècle la seigneurie de Mouriez appartenait à la famille de Bournonville.
La paroisse de Mouriez quitte alors pour plus de deux siècles l'influence politique de la couronne royale française, et ce, malgré les éventuels hommages rendus par les seigneurs de l'Artois et de la Flandre au roi de France en qualité de suzerain, souvent très rapidement dédits,.

### Époque moderne

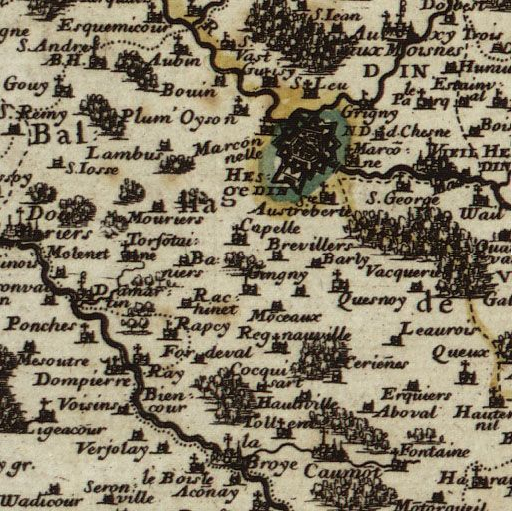
Les alentours de Mouriers au sein du bailliage d'Hesdin après le traité des Pyrénées - Nicolas Sanson, 1656.

Durant l'époque moderne, les contestations territoriales en Artois perdurent malgré des modalités d'expression en partie différentes de celles qui animèrent la période médiévale.
L'abbaye de Dommartin est une première fois détruite en juillet 1558 par le capitaine Cocqueville et sa troupe lors d'un premier soulèvement. L'intensification progressive des coups de force des factions sera la prémisse à la Contre-Réforme et à la guerre de Quatre-Vingts Ans. Ces soulèvements sont symptomatiques de l'opposition du parlement des Pays-Bas espagnols au roi Philippe II d'Espagne, fils de Charles Quint, ainsi que de la progression du calvinisme dans le Cambrésis et en Artois.
Pour faire face à la montée du protestantisme et aux tensions suscitées, le concile de Trente provoque alors une réorganisation religieuse des Pays-Bas espagnols. Mais des troubles persistent puisque, en 1567, l'abbaye est une nouvelle fois pillée par des protestantistes et une cinquantaine de moines sont tués.
Le retour de l'influence de la couronne royale française sur le Hesdinois s'opère à la faveur de la guerre de Trente Ans, avec de la prise d'Hesdin le 29 juin 1639. Soixante-dix ans après que l'Artois a été progressivement reprise en main par des congrégations monastiques catholiques, Louis XIV met un terme à la guerre de Trente Ans en signant le 7 novembre 1659 le traité des Pyrénées. Ses gains territoriaux sont importants. Entre autres, l'Artois réintègre alors formellement le royaume de France tandis que l'interfluve Canche-Authie devient domaine royal en qualité de bailliage d'Hesdin.

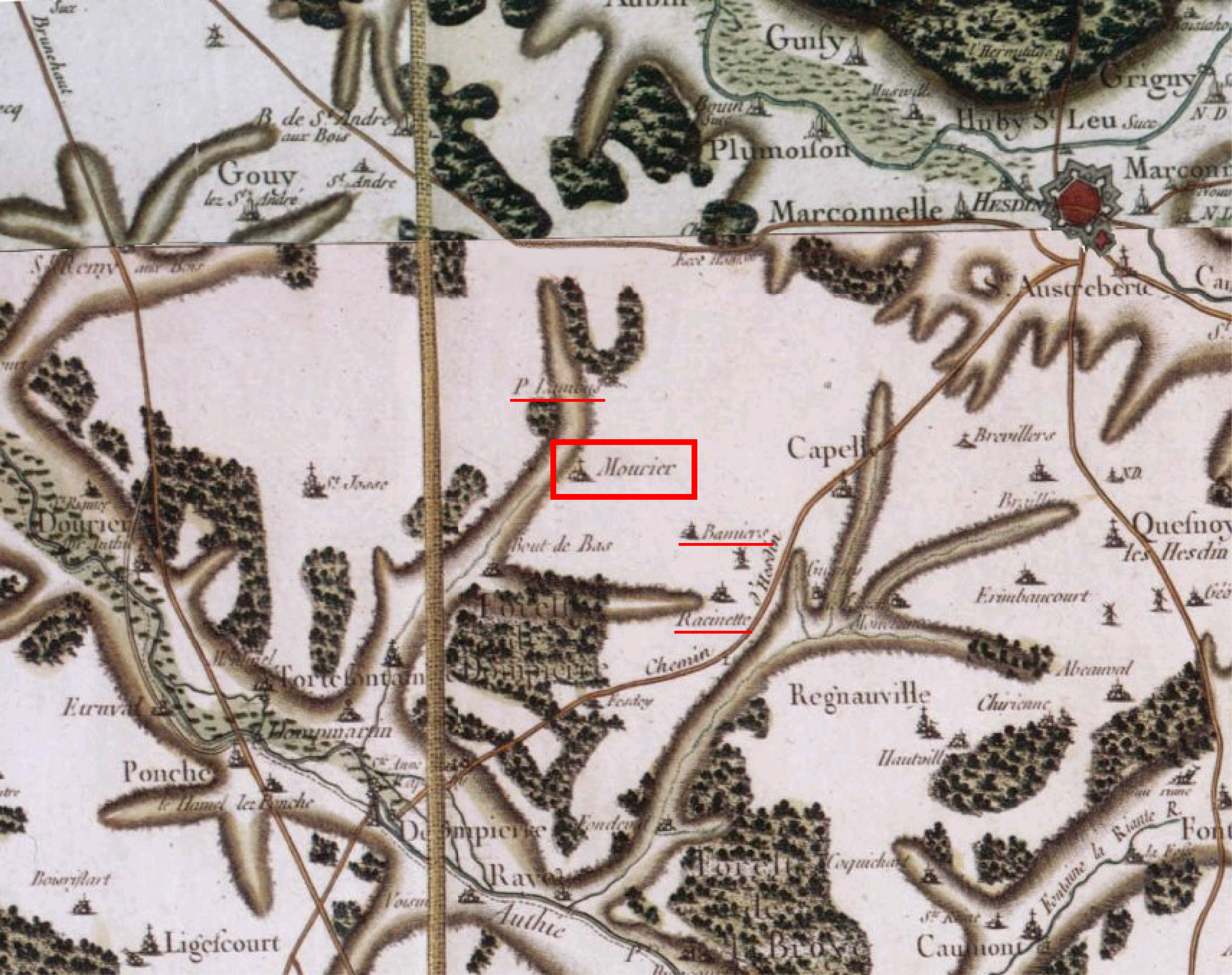
Mouriez et ses hameaux, extrait de la carte de Cassini Abbeville-Arras de 1757. Légende.

En 1700, l'abbaye de Dommartin fait l'acquisition de la seigneurie de Mouriez. En 1718, l'abbé Charles Ricouart ordonne des travaux d'agrandissement de l'abbatiale. La nef est alors allongée de deux travées tandis que l'édification d'un nouveau clocher de soixante-cinq mètres de hauteur coiffé d'une flèche de plus de trente mètres est décidée. Les religieux désiraient y placer un nouveau jeu de cloches, plus puissantes que les précédentes, afin qu'elles soient audibles à travers toute la vallée. Le chantier du clocher n'est pas réalisé comme initialement prévu car ses fondations se révèlent insuffisantes. Les moines arrêtèrent alors la construction à quarante-trois mètres et une flèche de vingt-quatre mètres de hauteur y est placée.
Le 17 juin 1749, un dénommé Maximilien-François de Robespierre, rentré comme novice à l'abbaye de Dommartin le 21 avril 1749 pour satisfaire sesparents, renonce, la veille de sa prise d'habit, à la vie monacale. De son union avec Jacqueline-Marguerite Carrault naît, hors mariage, le 6 mai 1758, Maximilien de Robespierre, célèbre lors de la Révolution française.
En 1789, aucun des trente moines de l'abbaye n'accepte de rejoindre le clergé constitutionnel et de prêter serment sur la constitution civile du clergé. Deux années s'écoulent sans heurt, lorsque, au début du mois de juin 1791, les commissaires]du district confisqurent l'ensemble des biens de la ferme et procèdent à son adjudication comme biens nationaux le 8 du même mois. Le 24 septembre 1791, les biens religieux sont aliénés mais aussitôt rachetés par le père abbé Ghislain-Joseph Oblin. Finalement, l'abbaye est de nouveau confisquée en 1793.

### Époque contemporaine

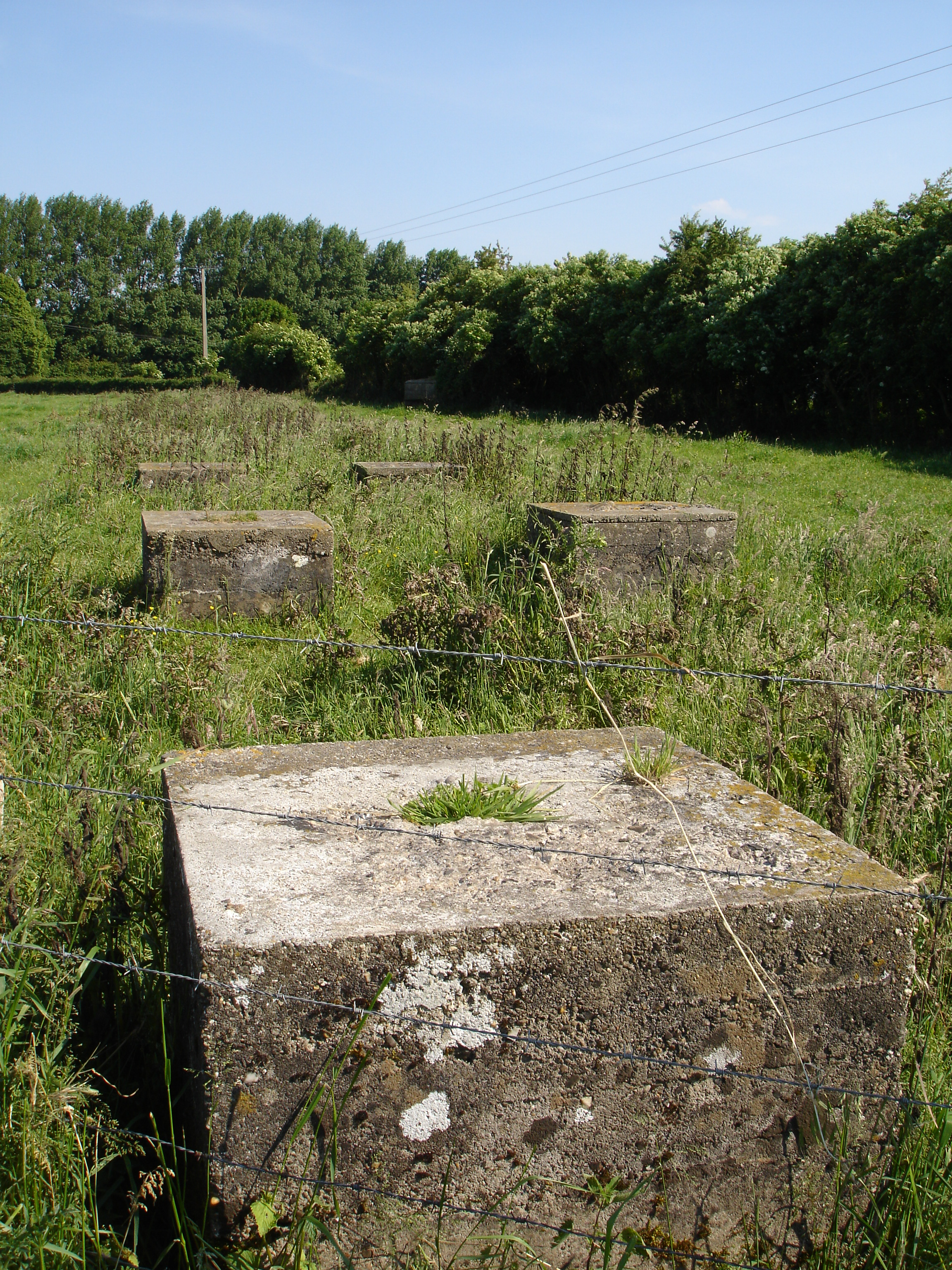
Socles en béton servant de supports à la rampe de lancement de V-1 de Bamière. Sur la gauche, dans la haie, un blockhaus de protection.

Le 8 juin 1834, la commune de Dommartin est révoquée par ordonnance royale de Louis-Philippe Ier. Son territoire est alors partagé entre les communes de Tortefontaine, Raye-sur-Authie et Mouriez.
Le village n'a pas trop souffert de la Grande Guerre, ou en tout cas pas directement. Aucun livre d'histoire ne semble y faire allusion. À l'origine, le plan Schlieffen prévoyait que la 1re armée allemande, commandée par le général von Klück, traverse successivement l'Artois, le Ponthieu, le Vimeu, le Pays de Caux puis la Beauce pour prendre l'ennemi à revers. Ainsi, cette armée aurait dû passer entre Hesdin et Saint-Pol-sur-Ternoise. Mais des difficultés logistiques contraignirent l'état-major allemand à modifier sa stratégie. En réalité, la première armée fut stoppée sur les premiers contreforts de l'Artois. Ainsi, la portion de front la plus proche, celle située entre les communes de Vimy et d'Albert restait située à une quarantaine de kilomètres, une distance suffisante pour éviter les dommages.
Durant la Seconde Guerre mondiale, le Nord-Pas-de-Calais fut occupé dès mai 1940, après le Fall Gelb, par les armées allemandes. Une partie du hameau de Bamières fut réquisitionnée par la Wehrmacht dans le but d'y déployer une base de lancement de fusées V-1. La rampe fonctionna plusieurs mois et le village dut subir la destruction de la maison Lemoine située dans la côte Bruges lors d'un défaut de tir de bombes volantes. Dans les champs alentour, l'armée allemande déploya un dispositif composé d'un dépôt de carburant et d'un aérodrome. Pour éviter les survols ennemis à basse altitude, une série de pieux en bois — appelés localement poteaux de Rommel — fut plantée dans l'ensemble des champs entourant le hameau et disposée en quinconce pour prévenir d'éventuels atterrissages. La base de Bamières fut lourdement bombardée le 24 juin 1944. L'armée d'occupation confisqua également l'ensemble des terrains agricoles des exploitations du hameau qu'elle exploita à l'aide de prisonniers-manœuvres. Quelques-uns parvinrent à s'évader, un à un, cachés dans le double fond aménagé dans une voiture décapotable qui n'attira pas la curiosité des sentinelles tant sa taille était petite. Certains jeunes résistants, affiliés ou non à des cellules communistes ou au réseau AGIR, deviendront quelques années plus tard membres du conseil municipal.
Une seconde rampe de lancement de fusées V-1 aurait également été établie à proximité des fermes de Lambus,.
Le 13 juillet 1942, trois résistants du parti communiste français de la région d'Hesdin, Marcel Fréville (1899-1942), né à Contes, Victor Mariette (1904-1942), né dans la commune et Élie Fauquet (1891-1942), né à Aubin-Saint-Vaast, sont exécutés, par les Allemands, à la citadelle d'Arras. Andrée Patoux (1908-1971), née Armand, tenant l'imprimerie Patoux à Hesdin, résistante avec eux, est internée en Allemagne et en revient après la guerre ; Fidéline Fauquet (1886-1945), née Sallembien, épouse d'Élie Fauquet, meurt en déportation dans le camp de Ravensbrück. Sur un mur de la citadelle d'Arras sont apposées trois plaques en mémoire des trois résistants. Une rue d'Hesdin porte le nom de Marcel-Fréville depuis 1944,,,,,,.

## Politique et administration

### Découpage territorial
La commune se trouve dans l'arrondissement de Montreuil du département du Pas-de-Calais.

#### Commune et intercommunalités
La municipalité est membre de la communauté de communes des 7 Vallées depuis sa création le 1er janvier 2014. Cette communauté de communes regroupe 66 communes et totalise 29 425 habitants en 2022.
Auparavant, elle était membre de la communauté de communes de l'Hesdinois (majoritairement issues de l'ancien district d'Hesdin) qui a fusionné avec les communautés de communes du Val de Canche et d'Authie et de Canche Ternoise pour former l'intercommunalité actuelle. Celle-ci reprend les compétences de ses prédécesseurs.
Mouriez est également membre du Contrat de pays des sept vallées regroupant 94 communes autour d'un projet de développement et d'aménagement durable.

#### Circonscriptions administratives
La commune faisait partie depuis 1801 du canton de Hesdin. Dans le cadre du redécoupage cantonal de 2014 en France, cette circonscription administrative territoriale a disparu, et le canton n'est plus qu'une circonscription électorale.
Pour les élections départementales, la commune fait partie depuis 2014 du canton d'Auxi-le-Château.

#### Circonscriptions électorales
Pour l'élection des députés, la commune fait partie de la quatrième circonscription du Pas-de-Calais.

### Élections municipales et communautaires
Le nombre d'habitants à Mouriez étant supérieur à 100 et inférieur à 499, le nombre de conseillers municipaux est de 11.

### Jumelages
Au 1er janvier 2014, Mouriez n'est jumelée avec aucune commune.

## Équipements et services publics

### Espaces publics
La commune fait partie des villages labellisés Village Patrimoine, qui œuvrent à mettre en avant leurs patrimoines matériels et/ou immatériels (historique, culturel, naturel, architectural, etc.).

### Enseignement

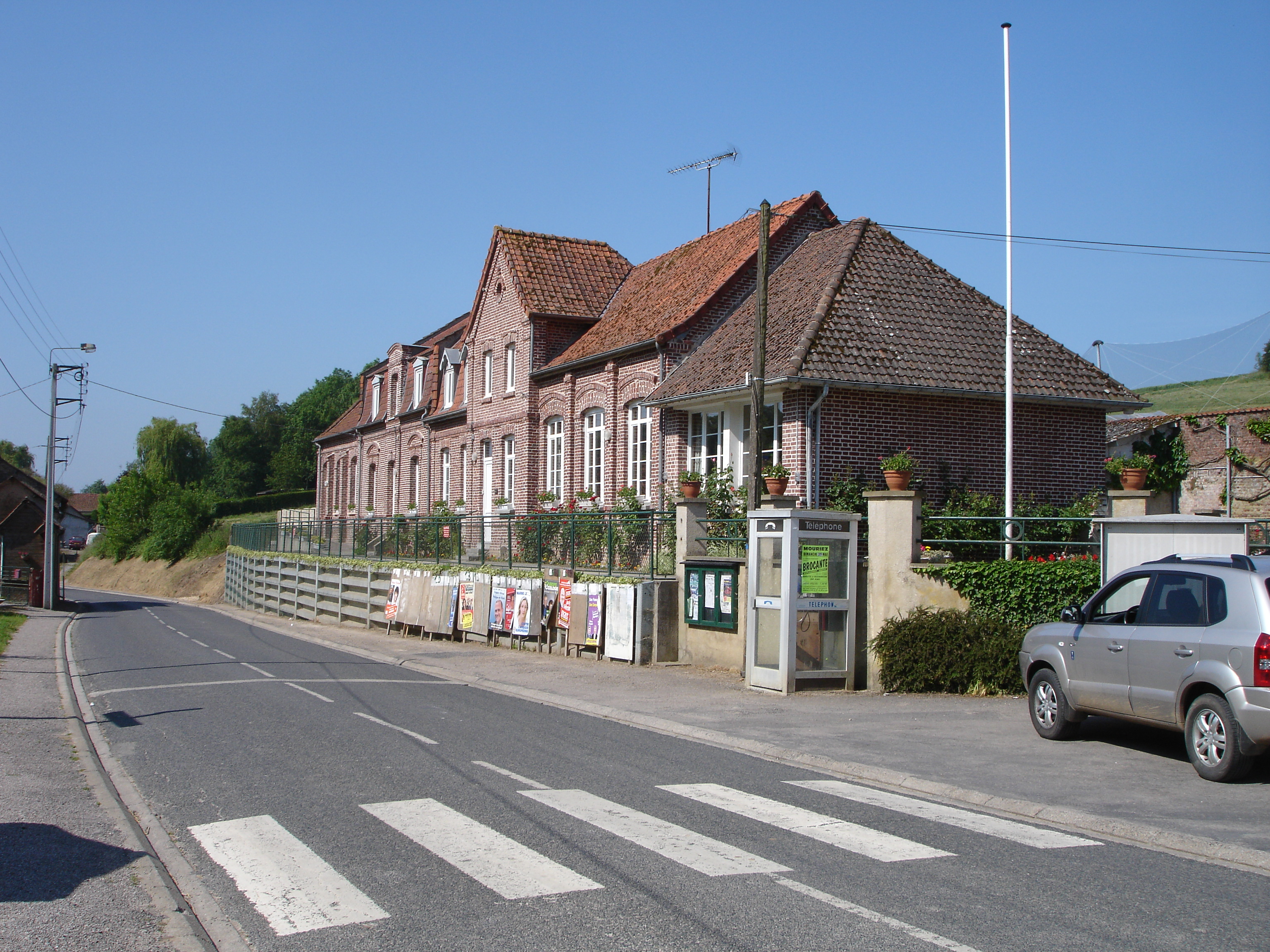
La mairie et l'école de Mouriez.

Il semblerait qu'il ait existé à partir de 1859 un établissement scolaire pour jeunes filles tenu par la congrégation des Sœurs de la Sainte-Famille de Besançon et dépendant du couvent d'Amiens.
Mouriez est située dans l'académie de Lille. La commune administre une école maternelle. Cet établissement, situé au cœur du village, jouxte la mairie. L'école accueillait autrefois l'ensemble des sections maternelles et primaires, mais plusieurs décennies d'exode rural ont eu raison de ses effectifs. Elle n'abrite plus désormais que les trois sections de maternelle et fonctionne en regroupement pédagogique intercommunal concentré avec celles des communes de Douriez et de Tortefontaine. La scolarisation en collège public s'effectue à Hesdin, tandis que les lycées publics généralement fréquentés sont ceux de Montreuil-sur-Mer — lycée Eugène-Woillez et lycée professionnel — et plus rarement ceux de Saint-Pol-sur-Ternoise. Ajoutons enfin qu'un certain nombre de familles scolarise traditionnellement dès le collège leurs enfants dans des établissements privés d'enseignement catholique dotés de pensionnats tels que La Malassise ou Notre-Dame-de-Sion, à proximité de Saint-Omer, ou encore La Providence à Amiens.

### Santé
Une infirmière réside à Mouriez et exerce de manière libérale à domicile. Les soins médicaux courants sont plutôt dispensés à Hesdin. Le chef-lieu dispose d'un hôpital local et d'une clinique privée. Pour les soins nécessitant des structures d'accueil mieux équipées, les patients sont généralement acheminés vers le centre hospitalier de l'arrondissement de Montreuil (CHAM) situé en bordure de l'autoroute A16 (sortie 25 Berck et Montreuil-sur-Mer) sur la commune de Rang-du-Fliers. Signalons enfin que la station balnéaire de Berck-Plage, située non loin de là sur la rive nord de la baie de l'Authie, est depuis plus d'un siècle réputée pour la qualité de ses établissements hospitaliers spécialisés,.

## Population et société

### Démographie
Les habitants sont appelés les Richarimontois.

#### Évolution démographique
L'évolution du nombre d'habitants est connue à travers les recensements de la population effectués dans la commune depuis 1793. Pour les communes de moins de 10 000 habitants, une enquête de recensement portant sur toute la population est réalisée tous les cinq ans, les populations de référence des années intermédiaires étant quant à elles estimées par interpolation ou extrapolation. Pour la commune, le premier recensement exhaustif entrant dans le cadre du nouveau dispositif a été réalisé en 2007.

En 2022, la commune comptait 238 habitants, en évolution de −4,8 % par rapport à 2016 (Pas-de-Calais : −0,72 %, France hors Mayotte : +2,11 %).
| 1793 | 1800 | 1806 | 1821 | 1831 | 1836 | 1841 | 1846 | 1851 |
| ---- | ---- | ---- | ---- | ---- | ---- | ---- | ---- | ---- |
| 311  | 366  | 328  | 320  | 531  | 654  | 626  | 607  | 648  |

| 1856 | 1861 | 1866 | 1872 | 1876 | 1881 | 1886 | 1891 | 1896 |
| ---- | ---- | ---- | ---- | ---- | ---- | ---- | ---- | ---- |
| 633  | 614  | 604  | 571  | 609  | 575  | 578  | 561  | 504  |

| 1901 | 1906 | 1911 | 1921 | 1926 | 1931 | 1936 | 1946 | 1954 |
| ---- | ---- | ---- | ---- | ---- | ---- | ---- | ---- | ---- |
| 555  | 555  | 523  | 439  | 446  | 443  | 414  | 411  | 434  |

| 1962 | 1968 | 1975 | 1982 | 1990 | 1999 | 2006 | 2007 | 2012 |
| ---- | ---- | ---- | ---- | ---- | ---- | ---- | ---- | ---- |
| 408  | 379  | 321  | 313  | 287  | 241  | 245  | 246  | 247  |

| 2017 | 2022 | - | - | - | - | - | - | - |
| ---- | ---- | - | - | - | - | - | - | - |
| 249  | 238  | - | - | - | - | - | - | - |

#### Pyramide des âges
En 2018, le taux de personnes d'un âge inférieur à 30 ans s'élève à 31,7 %, soit en dessous de la moyenne départementale (36,7 %). À l'inverse, le taux de personnes d'âge supérieur à 60 ans est de 29,7 % la même année, alors qu'il est de 24,9 % au niveau départemental.
En 2018, la commune comptait 119 hommes pour 127 femmes, soit un taux de 51,63 % de femmes, légèrement supérieur au taux départemental (51,50 %).
Les pyramides des âges de la commune et du département s'établissent comme suit.
| Hommes | Classe d’âge | Femmes |
| ------ | ------------ | ------ |
| 0,8    | 90 ou +      | 0,0    |
| 10,8   | 75-89 ans    | 10,1   |
| 18,3   | 60-74 ans    | 19,4   |
| 23,3   | 45-59 ans    | 23,3   |
| 15,0   | 30-44 ans    | 15,5   |
| 10,8   | 15-29 ans    | 12,4   |
| 20,8   | 0-14 ans     | 19,4   |

| Hommes | Classe d’âge | Femmes |
| ------ | ------------ | ------ |
| 0,5    | 90 ou +      | 1,6    |
| 5,6    | 75-89 ans    | 8,9    |
| 16,7   | 60-74 ans    | 18,1   |
| 20,2   | 45-59 ans    | 19,2   |
| 18,9   | 30-44 ans    | 18,1   |
| 18,2   | 15-29 ans    | 16,2   |
| 19,9   | 0-14 ans     | 17,9   |

#### États matrimoniaux et compositions des ménages en 2007 et 2020
États en 2007
| Marié(e)                               | Veuf(veuve) | Divorcé(e) | Célibataire |
| -------------------------------------- | ----------- | ---------- | ----------- |
| 58,9 %                                 | 10,7 %      | 4,1 %      | 26,4 %      |
| Source : Chiffres clés de l'INSEE 2007 |             |            |             |

États en 2020
| Marié(e) | Pacsé(e) | En concubinage ou union libre | Veuf(veuve) | Divorcé(e) | Célibataire |
| --- | -------- | ----------------------------- | ----------- | ---------- | ----------- |
| 51,4 % | 3 %      | 16,4 %                        | 9,4 %       | 3,1 %      | 16,7 %      |
| Source : INSEE, Dossier complet Commune de Mouriez (62596), RP2020 exploitation principale, géographie au 01/01/2023. |          |                               |             |            |             |

Tandis que, de 1999 à 2007, le nombre et la taille des ménages n'avaient guère varié, passant respectivement de 97 à 96 ménages et de 2,5 à 2,6 personnes par ménage, ces derniers indicateurs évoluent de nouveau sensiblement.
En effet, le nombre de ménages a augmenté jusqu'à atteindre 104 ménages en 2020. Parallèlement le nombre moyen de personnes par ménage a diminué jusqu'à 2,32. Ces tendances traduisent la diminution constatée du nombre d'habitants de la commune depuis 2007.

#### Mobilité résidentielle 2002-2007 et 2014-2020
De 2002 à 2007, 6,3 % de la population nouvellement installée provenait d'une autre région ou de l'étranger. Au cours de la même période, 77,7 % des résidents n'avait pas déménagé tandis que 0,9 % des résidents changèrent de logement tout en restant au sein de la commune. Ainsi, alors que les plans départemental et régional faisaient état de migrations résidentielles annonçaient globalement une tendance au vieillissement des populations rurales — notamment avec une part plus importante de départs chez les jeunes adultes —, les dynamiques de mobilité qui animaient la commune durant cette période semblaient alors suivre une tendance pour partie différente. Les mécanismes locaux de la mobilité résidentielle étaient fondés, certes, sur le départ de populations fraîchement diplômées, mais ces départs étaient alors numériquement compensés par l'installation de foyers de néoruraux — actifs ou retraités — fuyant les désagréments des villes à la recherche d'une qualité de vie moins stressante.
Sur la période 2014-2020, la tendance précédemment soulignée semble se confirmer puisque les nombres de résidences principales et secondaires continuent d'augmenter - respectivement de 100 à 104 et de 28 à 29 unités résidentielles - tandis que le nombre de logements vacants passait de 19 à 9.

### Manifestations culturelles et festivités
Le syndicat d'initiative organise des animations de loto, le Noël des enfants avec sortie au cinéma ainsi qu'une retraite aux flambeaux la veille du 14 juillet. Le seul club encore en activité est celui des aînés.
La brocante annuelle a lieu le dernier dimanche du mois de mai. Pour son édition de 2009, elle a accueilli plus de deux cent vingt exposants, soit près de 50 % de plus que les années précédentes. Le linéaire de stand est gratuit et son obtention s'effectue auprès du syndicat d'initiative communal.
La commune dispose d'une société de chasse qui organise son ball-trap annuel le premier week-end du mois de septembre, peu de temps avant la ducasse de la commune organisé par le syndicat d'initiative.
Afin de conserver son patrimoine Aurélien Szczepanski crée en 2015 une association de restauration du patrimoine (Les Amis de Notre-Dame de Mouriez) afin de sauvegarder le patrimoine et de le faire vivre. L'association a accueilli en 2017 Les Petits chanteurs de France en entreprend des travaux de restaurations en collaboration avec le conseil municipal.
Enfin, outre le syndicat d'initiative et la société de chasse, la commune compte deux associations supplémentaires : les Anciens combattants et l'Aménagement foncier rural (AFR).

### Sports et loisirs

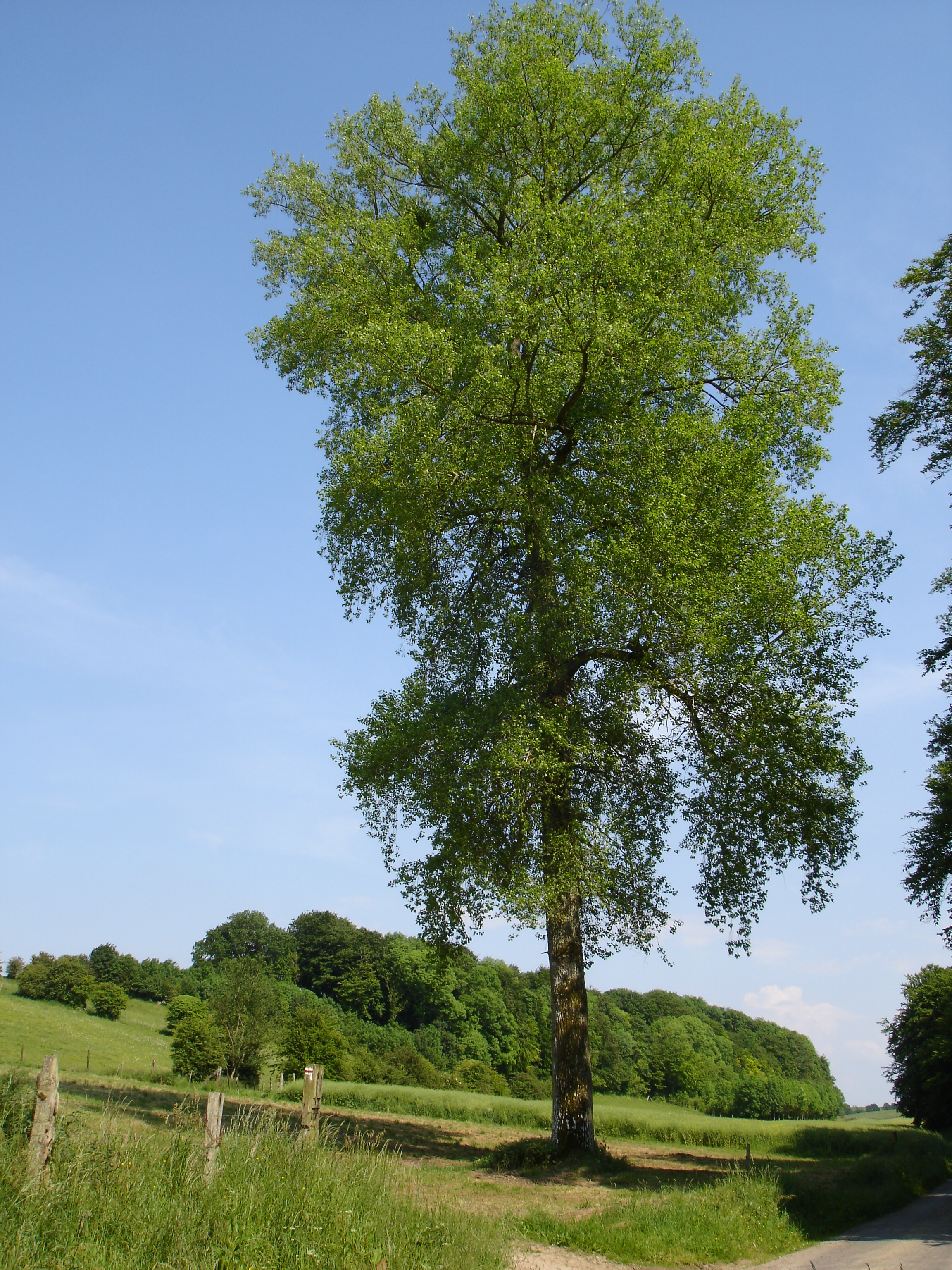
Passage du GR 123 à l'intersection du Bois de Caumont et du ravin de la Goulaffre.

Il existe un terrain de basket-ball situé à proximité de l'église.
Le village est traversé par le chemin de grande randonnée GR 123. Sur le territoire communal, le GR de Pays (GRP) Tour de la Canche-Authie emprunte les mêmes sentiers que le GR 123 avant de s'en séparer dans le hameau de Rapéchy. Le GR 123 continue alors sa progression vers le sud, tandis que le GRP bifurque vers l'est en remontant le val d'Authie en direction d'Auxi-le-Château.
Dans la région, le tourisme rural connaît un essor remarquable depuis les années 1980. Depuis près de dix ans, un agriculteur de la commune a diversifié ses activités en ouvrant, dans le hameau de Lambus, un gîte de France pouvant accueillir jusqu'à neuf vacanciers.

### Cultes
Pour le culte catholique, Mouriez dépend de la paroisse Notre-Dame en Hesdinois au sein du diocèse d'Arras.

## Économie

### Revenus de la population et fiscalité
En 2021, la commune compte 100 ménages fiscaux, regroupant 245 personnes.
Le revenu fiscal médian par ménage de la commune est de 22 250 €, supérieur à celui du département du Pas-de-Calais (20 720 €) et inférieur à celui de la France métropolitaine (23 080 €),,.
Évolution de la fiscalité sur le revenu depuis 2001 : nombre de foyers fiscaux, types et montant des revenus de référence
| Année                                                                                            | Nombre de foyers fiscaux | Revenu fiscal de référence des foyers fiscaux | Impôt net (total) | Nombre de foyers fiscaux imposables | Revenu fiscal de référence des foyers fiscaux imposables | Traitements et salaires    | Traitements et salaires | Retraites et pensions      | Retraites et pensions |
| Année                                                                                            | Nombre de foyers fiscaux | Revenu fiscal de référence des foyers fiscaux | Impôt net (total) | Nombre de foyers fiscaux imposables | Revenu fiscal de référence des foyers fiscaux imposables | Nombre de foyers concernés | Montant                 | Nombre de foyers concernés | Montant               |
| ------------------------------------------------------------------------------------------------ | ------------------------ | --------------------------------------------- | ----------------- | ----------------------------------- | -------------------------------------------------------- | -------------------------- | ----------------------- | -------------------------- | --------------------- |
| 2007                                                                                             | 129                      | 2 212 104                                     | 58 292            | 49                                  | 1 452 302                                                | 72                         | 1 557 342               | 50                         | 617 586               |
| 2006                                                                                             | 128                      | 1 582 893                                     | 59 009            | 50                                  | 1 065 214                                                | 69                         | 1 428 447               | 50                         | 589 231               |
| 2005                                                                                             | 118                      | 1 466 371                                     | 52 629            | 40                                  | 897 446                                                  | 63                         | 1 248 896               | 47                         | 512 223               |
| 2004                                                                                             | 126                      | 1 477 462                                     | 39 524            | 43                                  | 876 484                                                  | 65                         | 1 263 118               | 45                         | 508 611               |
| 2003                                                                                             | 125                      | 1 406 552                                     | 42 185            | 45                                  | 919 761                                                  | 68                         | 1 223 765               | 44                         | 490 237               |
| 2002                                                                                             | 130                      | 1 529 688                                     | 59 984            | 48                                  | 960 228                                                  | 70                         | 1 230 111               | 47                         | 561 315               |
| 2001                                                                                             | 139                      | 1 626 391                                     | 77 560            | 51                                  | 1 068 911                                                | 76                         | 1 209 142               | 51                         | 565 274               |
| Sources des données : ministère du Budget, des comptes publics et de la fonction publique - 2008 |                          |                                               |                   |                                     |                                                          |                            |                         |                            |                       |

Le niveau d'imposition moyen des Richarimontois, établi sur les bases de l'impôt sur le revenu, est inférieur à ceux du département et du territoire national, et ce depuis plusieurs années. Par ailleurs, le taux moyen d'imposition des foyers fiscaux imposables tend à décroître depuis 2001, passant de 7,5 % à 4 % en 2007 (cf. graphique ci-contre gauche).

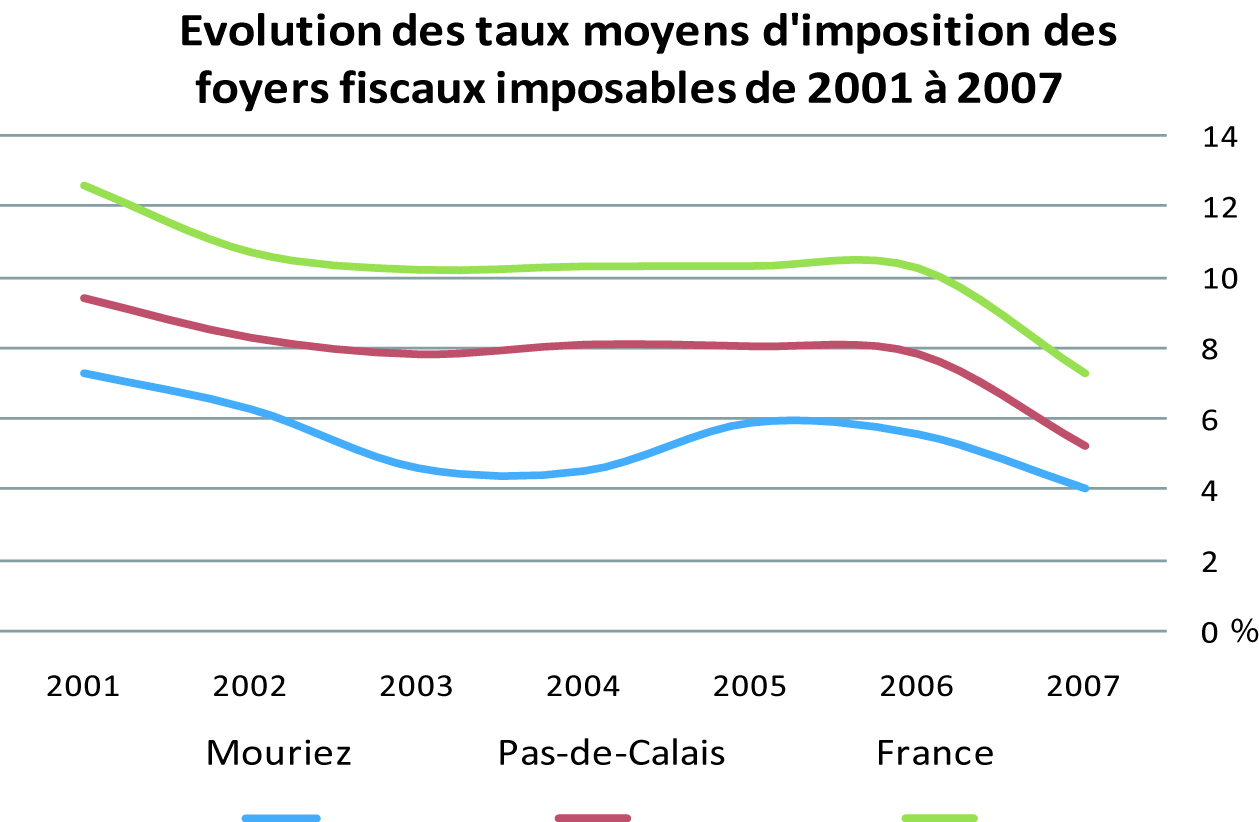
Source : Ministère du Budget, des comptes publics et de la fonction publique.

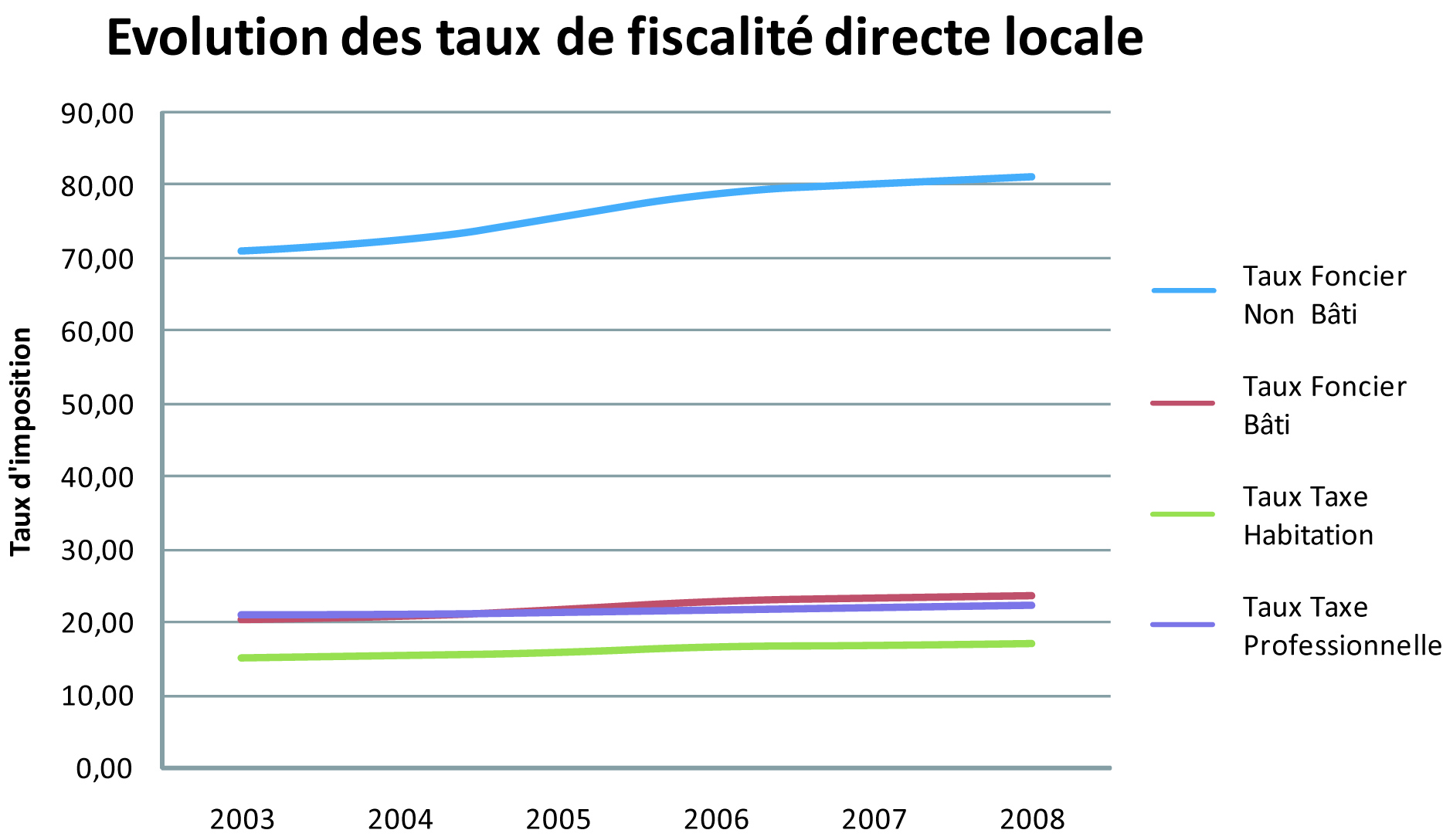
Source : Ministère du Budget, des comptes publics et de la fonction publique.

Ces dernières années, la baisse du niveau d'imposition sur le revenu est concomitante d'une hausse des taux de fiscalité directe locale (cf. graphique ci-contre droit). Les transferts de compétences de l'échelon national vers les collectivités territoriales, effectués dans le cadre des politiques de décentralisation, expliquent cet effet ciseaux. Dans le cas de Mouriez, cette augmentation n'est pas induite par les taux d'imposition communal et intercommunal — qui restent constants ou décroissent légèrement —, mais par une hausse des taux de perception aux échelons départemental et régional.
L'analyse des comptes de la commune établit un solde positif pour l'exercice 2007 de 34 000 euros soit 138 euros par habitant. La commune n'étant pas endettée, sa capacité d'autofinancement est intacte. Pour l'exercice comptable 2008, elle dispose d'un fonds de roulement doté de 101 000 euros.

### Emploi
|                       | 2010   | 2015   | 2021   |
| --------------------- | ------ | ------ | ------ |
| Commune               | 12,9 % | 9,9 %  | 5,6 %  |
| Département           | 11,3 % | 13,7 % | 11,2 % |
| France métropolitaine | 11,6 % | 13,7 % | 11,7 % |

En 2021, la population âgée de 15 à 64 ans s'élève à 147 personnes, parmi lesquelles on compte 72,6 % d'actifs (68,5 % ayant un emploi et 4,1 % de chômeurs) et 27,4 % d'inactifs,. En 2021, le taux de chômage communal (au sens du recensement) des 15-64 ans est inférieur à celui du département et inférieur à celui de la France métropolitaine.
La commune est hors attraction des villes,. Elle compte 31 emplois en 2021, contre 41 en 2015 et 31 en 2010. Le nombre d'actifs ayant un emploi résidant dans la commune est de 102, soit un indicateur de concentration d'emploi de 30,2 et un taux d'activité parmi les 15 ans ou plus de 52,6 %.
Sur ces 102 actifs de 15 ans ou plus ayant un emploi, 14 travaillent dans la commune, soit 14 % des habitants. Pour se rendre au travail, 92,1 % des habitants utilisent une voiture, un camion ou une fourgonnette, 2,0 % s'y rendent en deux-roues motorisé, à vélo ou à pied et 6,0 % n'ont pas besoin de transport (travail au domicile).

### Entreprises et commerces
En 2011, une entreprise a été créée à Mouriez.

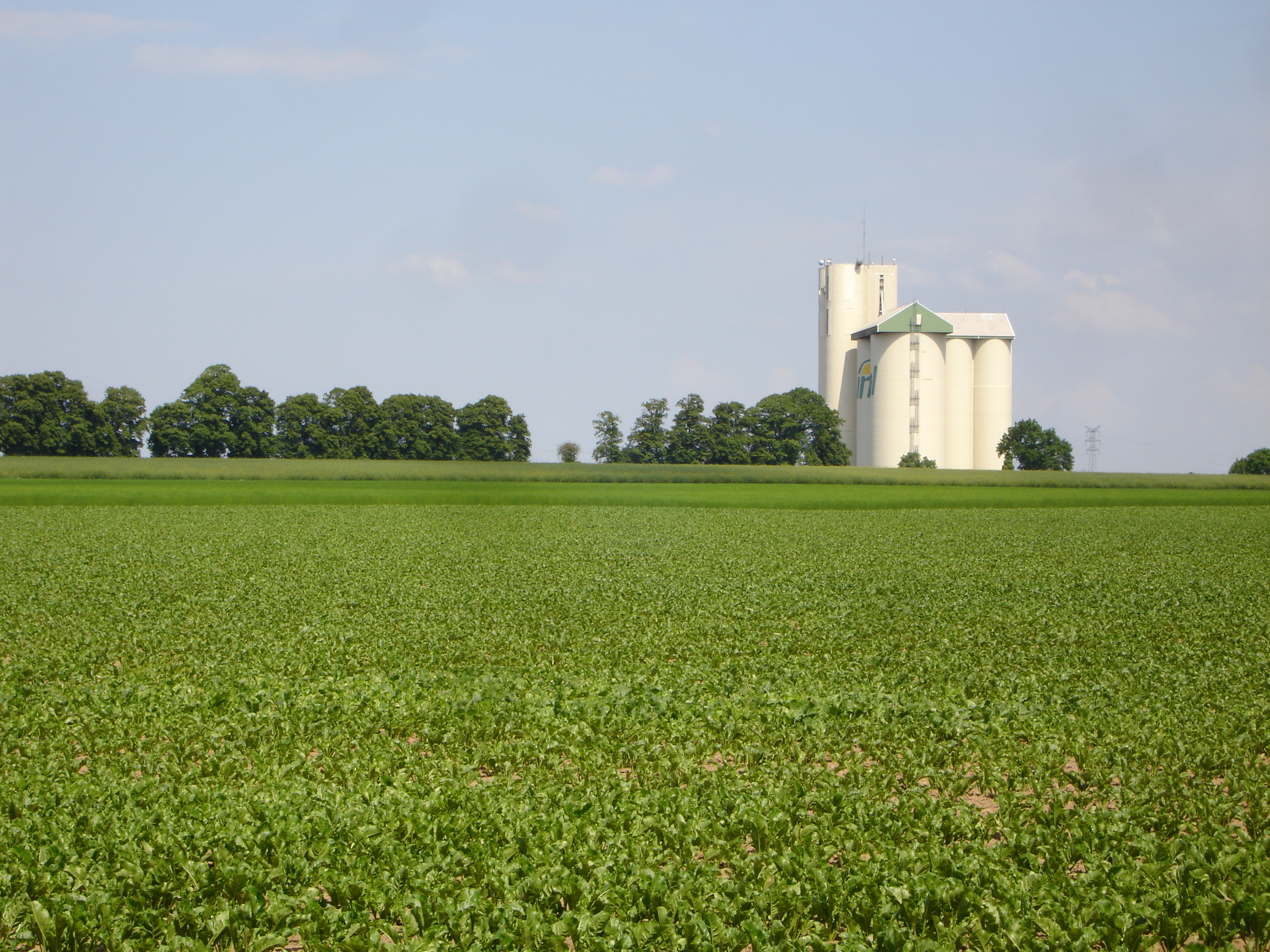
Le silo de Lambus témoigne de la richesse agricole du finage.

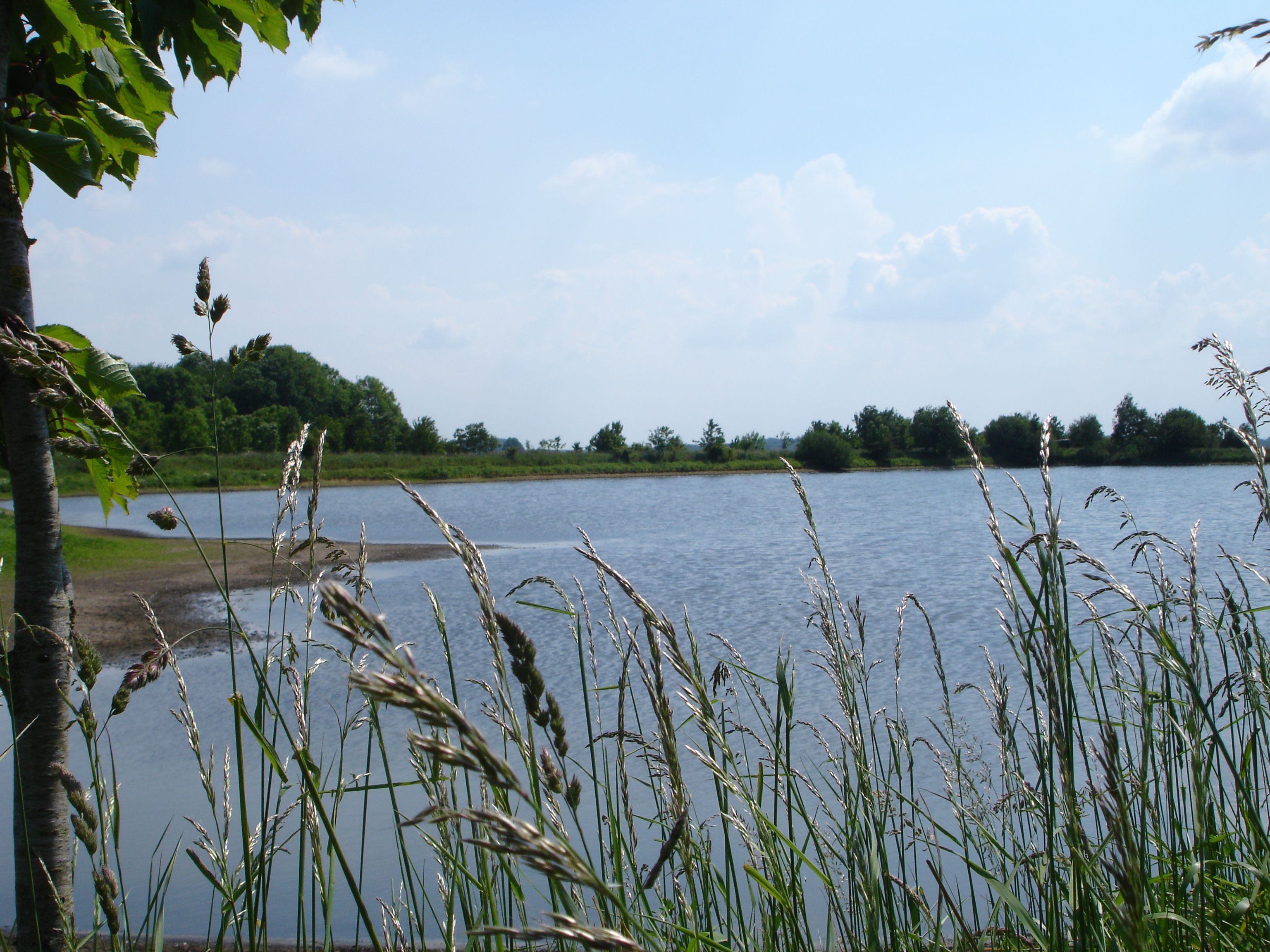
Ancien bassin de décantation de la Belle Épine.

En 1986, un important silo à céréales de type cathédrale a été bâti sur le hameau de Lambus à proximité de la route D 939. Situé sur un point haut, le bâtiment principal, qui dépasse les cinquante mètres de hauteur, est visible à plusieurs kilomètres à la ronde. L'infrastructure est exploitée par la société Unéal, groupe coopératif spécialisé dans les métiers de l'agriculture et implanté dans le Nord-Pas-de-Calais et en Picardie. Le silo a été l'objet d'un programme de rénovation afin d'éviter d'éventuelles infiltrations d'eau de pluie liées au vieillissement du béton.
La commune accueille sur son territoire l'ancien bassin de décantation de la sucrerie de Marconnelle, entreprise ayant cessé son activité depuis 2007. Paysagé, le site développe un biotope particulier.

#### Agriculture
Globalement, depuis deux générations, le nombre d'activités n'a cessé de décroître. Celles encore présentes sont essentiellement liées aux secteurs agricole ou agroalimentaire, ce qui dénote l'importance de ces secteurs à l'échelle départementale.
La commune est dans le « pays de Montreuil », une petite région agricole dans le département du Pas-de-Calais. En 2020, l'orientation technico-économique de l'agriculture  sur la commune est l'exploitation de grandes cultures (hors céréales et oléo-protéagineux). 
|               | 1988  | 2000  | 2010  | 2020  |
| ------------- | ----- | ----- | ----- | ----- |
| Exploitations | 26    | 21    | 12    | 13    |
| SAU (ha)      | 1 466 | 1 319 | 1 213 | 1 423 |

Le nombre d'exploitations agricoles en activité et ayant leur siège dans la commune est passé de 26 lors du recensement agricole de 1988 à 21 en 2000 puis à 12 en 2010 et enfin à 13 en 2020, soit une baisse de 50 % en 32 ans. Le même mouvement est observé à l'échelle du département qui a perdu pendant cette période 65 % de ses exploitations (passant de 16 556 à 5 736),. La surface agricole utilisée sur la commune a également diminué, passant de 1 466 ha en 1988 à 1 423 ha en 2020. Parallèlement la surface agricole utilisée moyenne par exploitation a augmenté, passant de 56 à 109 ha,.
L'entreprise de travaux agricoles implantée depuis plus de vingt ans sur la commune a été reprise ces dernières années par l'entreprise Lefrançois basée à Clenleu.
pommes de terre, lin, betterave sucrière, maïs, et chicon sont les principales plantes rentrant dans la composition des assolements. La pratique de la polyculture résiste malgré une diversification des semences moins importante qu'il y a une vingtaine d'années. Globalement, les pratiques d'élevage déclinent. Une déprise des pâtures à des fins agricoles est observée, tandis que, au cours du dernier quart de siècle, l'élevage ovin a quasiment disparu. Seule subsiste encore une petite activité d'élevage bovin pour la viande ainsi qu'une petite production laitière répartie sur trois fermes.
Ces dernières années, le finage de la commune a fait l'objet d'un remembrement agricole, avec extension sur les communes de Tortefontaine, Guigny et Capelle-lès-Hesdin. Entamée le 22 mai 2002, la procédure a été close le 26 juin 2006. L'opération de remembrement a été menée dans le cadre de l'Association foncière de remembrement de Mouriez créée spécialement pour l'occasion par arrêté préfectoral en date du 17 février 2003.

#### Activités hors agriculture
12 établissements marchands non agricoles sont économiquement actifs en 2022 à Mouriez,,.
| Secteur d'activité                                                                                        | Commune | Commune | Département |
| Secteur d'activité                                                                                        | Nombre  | %       | %           |
| --- | ------- | ------- | ----------- |
| Ensemble                                                                                                  | 12      | 100 %   | (100 %)     |
| Industrie manufacturière, industries extractives et autres                                                | 1       | 8,3 %   | (5,3 %)     |
| Construction                                                                                              | 2       | 16,7 %  | (11,7 %)    |
| Commerce de gros et de détail, transports, hébergement et restauration                                    | 2       | 16,7 %  | (22,5 %)    |
| Information et communication                                                                              | 0       | 0,0 %   | (3,6 %)     |
| Activités financières et d'assurance                                                                      | 1       | 8,3 %   | (5,3 %)     |
| Activités immobilières                                                                                    | 2       | 16,7 %  | (5,7 %)     |
| Activités spécialisées, scientifiques et techniques et activités de services administratifs et de soutien | 4       | 33,3 %  | (20,2 %)    |
| Administration publique, enseignement, santé humaine et action sociale                                    | 0       | 0,0 %   | (15,8 %)    |
| Autres activités de services                                                                              | 0       | 0,0 %   | (9,9 %)     |

Sur les trois cafés existant à la fin des années 1970, seul l'établissement Crevel-Plé reste actuellement en activité. Autrefois, il assurait également les fonctions de quincaillerie, de débit de tabac et de station-service. Par ailleurs, il hébergeait le siège du club de football disparu depuis plus de vingt-cinq ans et dont l'ancienne pâture, qui faisait office de terrain de jeu, a été transformée en labour.
L'épicerie, presse et bar Merlier, le café Bruges et le charron ont cessé leurs activités vers la fin des années 1980. Deux boulangers ambulants (depuis Douriez et Hesdin) desservent le village une fois par semaine ainsi qu'un boucher et un poissonnier plus irrégulièrement.

## Culture locale et patrimoine

### Lieux et monuments

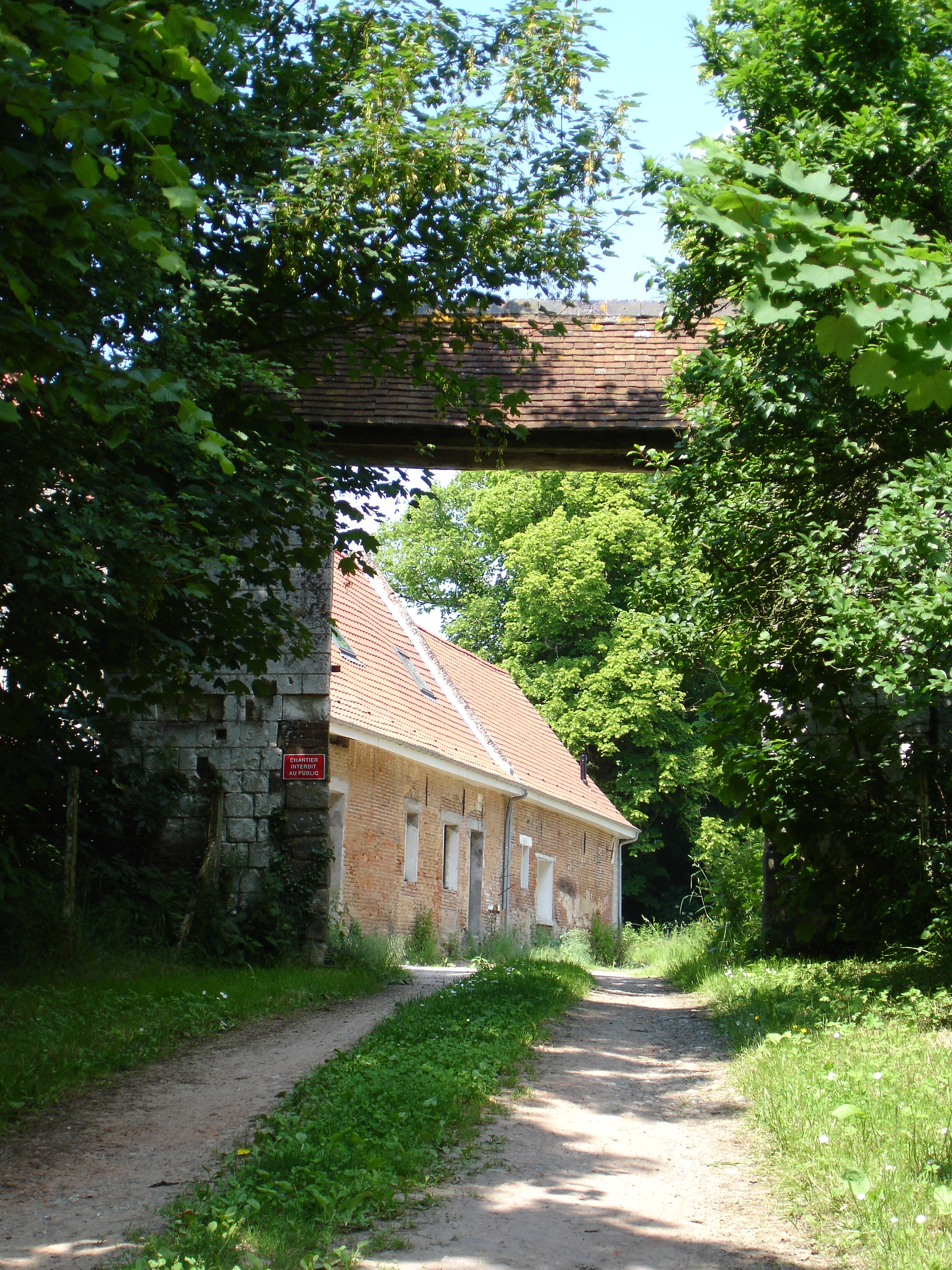
Porche à bâtière de l'ancienne ferme du moulin des Prémontrés - ferme de Lambus, 1770.

#### Monuments civils
Les trois anciennes fermes d'abbaye du château (1688), de Bamières (1745) et de Lambus (1770) conservent des caractères architecturaux remarquables (porche à bâtière en craie du XVIe siècle ou voûté en briques du XVIIe siècle, charpente en croupe sans pignon du XVIe siècle, murs à chaînage briques-craie de plus d'un mètre d'épaisseur, pigeonnier et colombier circulaires…).

#### Monuments religieux

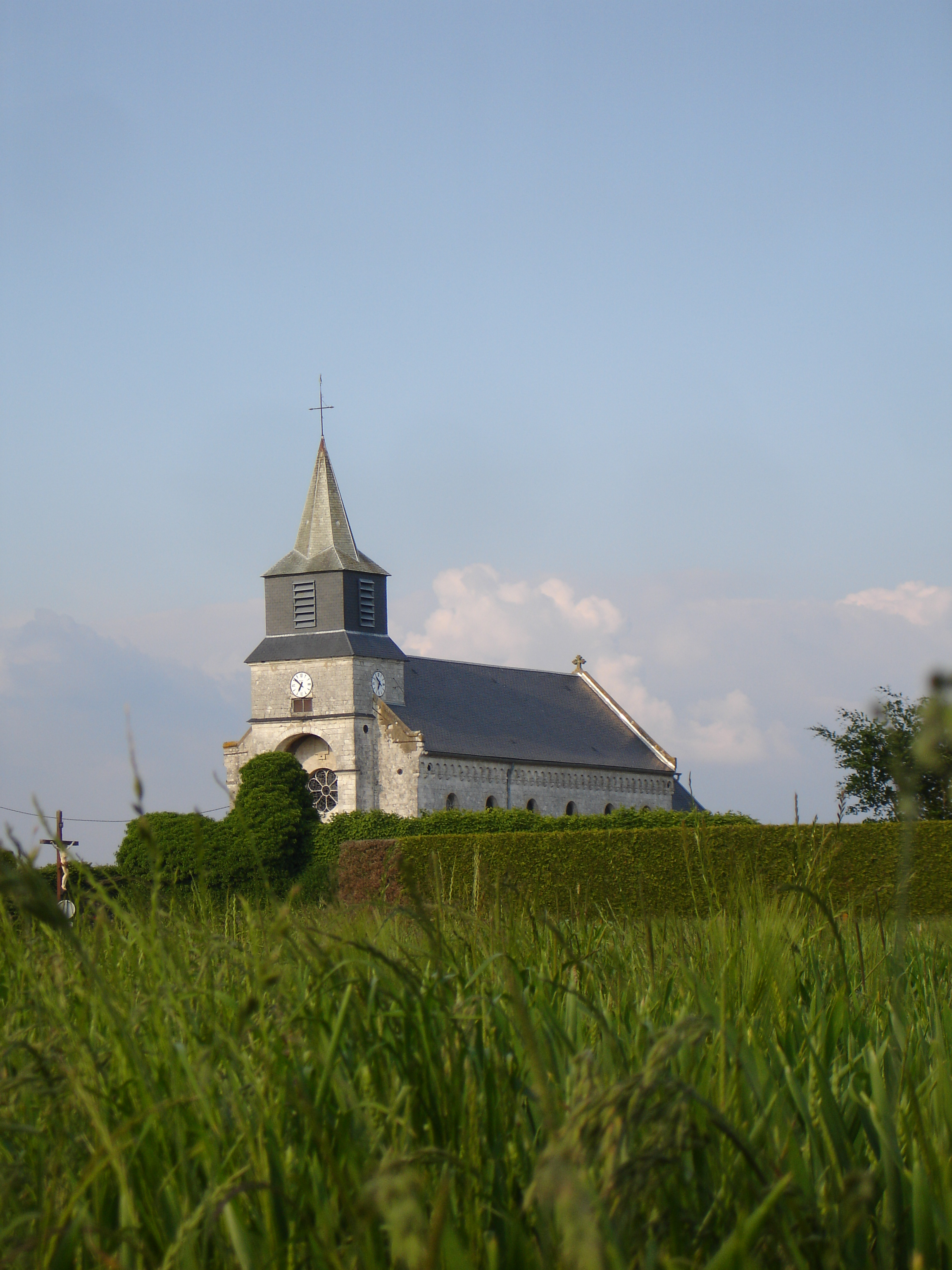
L'église Notre-Dame-de-la-Nativité.

- L'église Notre-Dame de la Nativité, de culte catholique romain, a été érigée sur le plateau à partir d'une chapelle datant de 1674, à laquelle il a été adjoint une nef vers 1747, reconstruite en 1864[116]. Elle abritait une statue de la Vierge à l'enfant, statue volée en mars 1978, qui était le seul bien classé de la commune[117]. Réalisée vraisemblablement autour de 1600, l'œuvre en bois recouverte de polychrome mesure soixante centimètres. À la suite du vol, deux autres statues, dont celle de sainte Catherine, de facture similaire et datant du XVIe siècle ont été retirées de l'église afin d'en assurer la protection et la conservation. Elles font désormais partie du fonds du musée des Beaux-Arts d'Arras[118]. Au XVIIe siècle, l'église était desservie par un père de l'abbaye de Dommartin. L'église a été implantée au nord du fond de la vallée accueillant le bourg principal afin de rendre audible l'appel des cloches et d'être accessible depuis les hameaux. Le cimetière entoure l'édifice. Depuis septembre 2008, la flèche du clocher supporte un tout nouveau coq, le précédent ayant été détruit par la foudre. Plus récente, la cloche de l'édifice se nomme Julie Charlotte[119].
- Présence de calvaires situés pour le premier en haut de la côte Bruges[Note 37], à l'entrée nord du village, face au carrefour de la rue principale et de la rue de l'Église, pour le deuxième devant l'école, et les deux derniers dans les hameaux de Bamières et de Lambus.
- Le monument aux morts, surmonté d'une croix de guerre[120].

### Personnalités liées à la commune
La famille de l'abbé Prévost est originaire du village, mais l'abbé lui-même est né à Hesdin, le chef-lieu de canton distant de huit kilomètres.

### Héraldique
| Blason de Mouriez | Blason  | Écartelé, au 1er et 4e d'argent au lion de sable armé et lampassé de gueules, au 2e et 3e d'azur à trois nefs équipées et habillées d'or. |
| Blason de Mouriez | Détails | Le statut officiel du blason reste à déterminer.                                                                                          |

## Pour approfondir

#### Bases de données, dictionnaires et encyclopédies
- Ressources relatives à la géographie :   - Insee (communes)
  - Ldh/EHESS/Cassini
- Ressource relative à plusieurs domaines :   - Annuaire du service public français
- Notices d'autorité :   - BnF (données)